# Iglesia católica en Ecuador

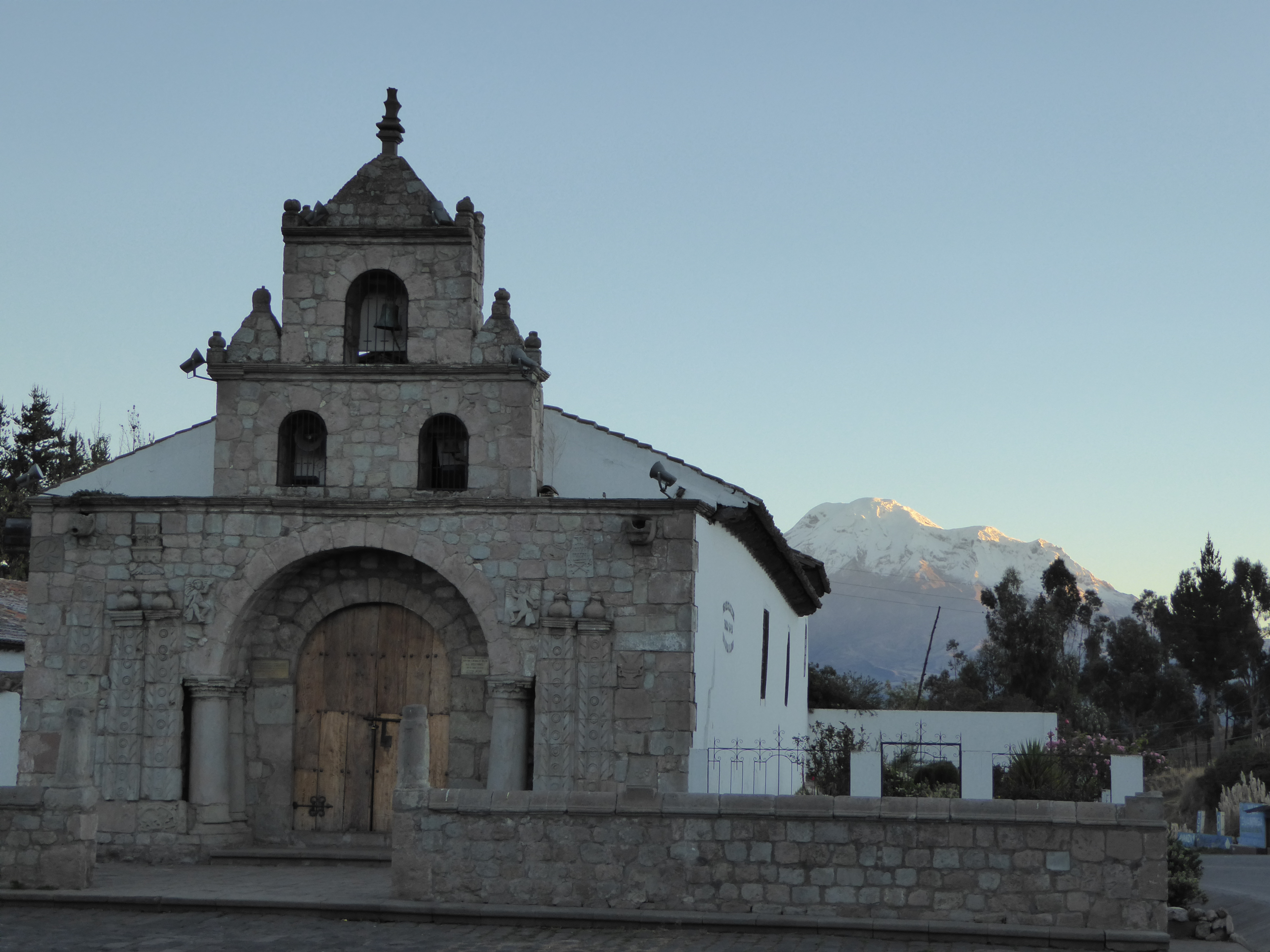
Iglesia de La Balbanera, primera iglesia de Ecuador. En el fondo el volcán Chimborazo

La Iglesia católica en Ecuador es la mayor organización religiosa del país, con una vasta tradición a lo largo de la historia ecuatoriana, que ha influido por siglos en la vida social, moral, económica y política de la nación sudamericana, aunque ha ido paulatinamente perdiendo poder político desde que Ecuador dejó de ser un Estado confesional y se estableció la separación Iglesia-Estado bajo el gobierno de Eloy Alfaro. Sus orígenes se remontan a partir de la conquista española, los cuales llevaron al actual territorio ecuatoriano sus costumbres y otros aspectos, culturales y étnicos, entre los que destacan la fe católica, como parte de la evangelización del Nuevo Mundo. De acuerdo a datos del Instituto Nacional de Estadística y Censos (INEC), en 2012, el 80,4% de la población nacional profesaba el catolicismo. Las autoridades eclesiásticas se encuentran agrupadas en la Conferencia Episcopal Ecuatoriana (CEE). El actual Primado de Ecuador, es el Arzobispo de Quito, Mons. Alfredo José Espinoza Mateus.

## Religiosidad católica en Ecuador

### Consagraciones religiosas

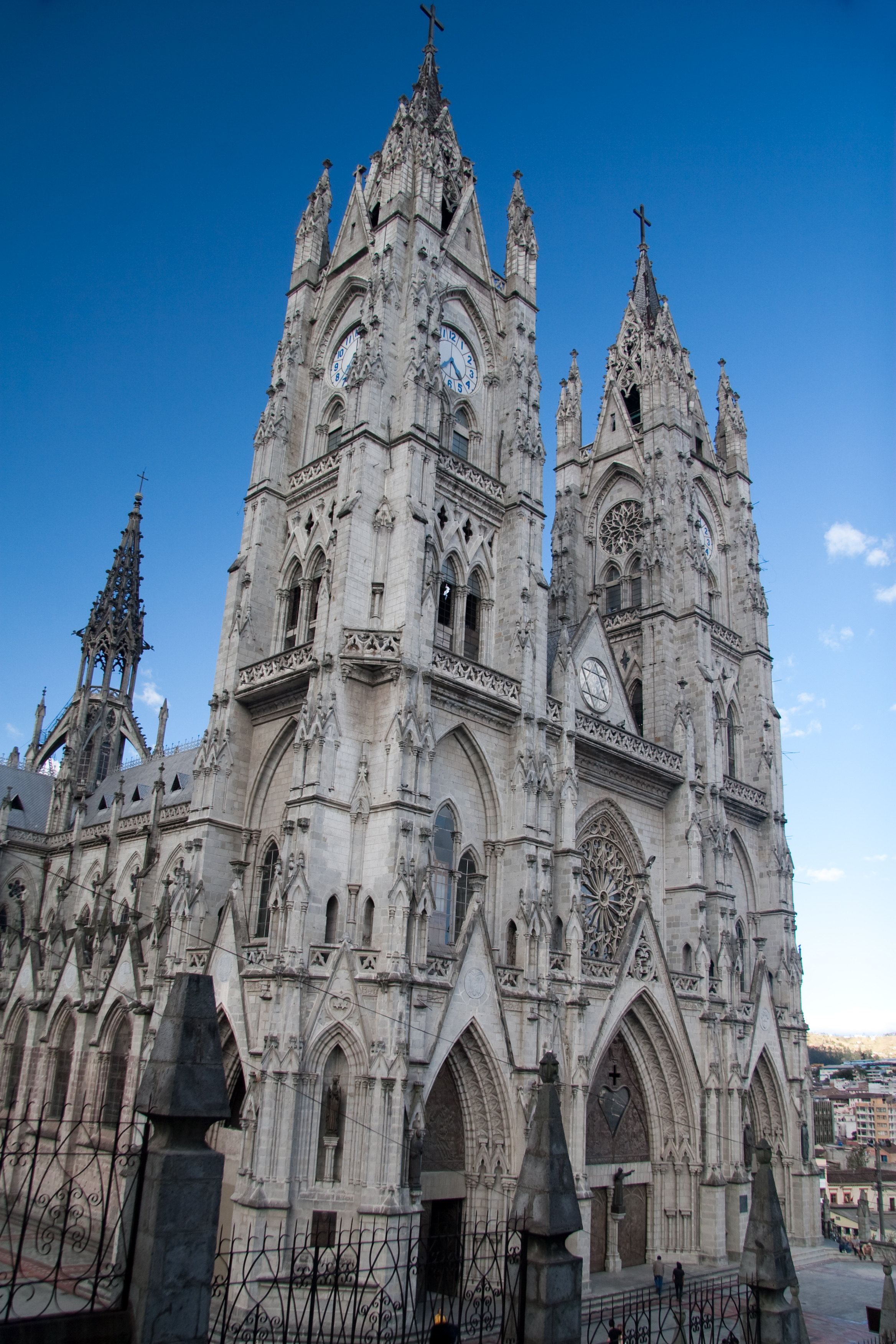
Basílica del Voto Nacional construido por la consagración al Sagrado Corazón de Jesús

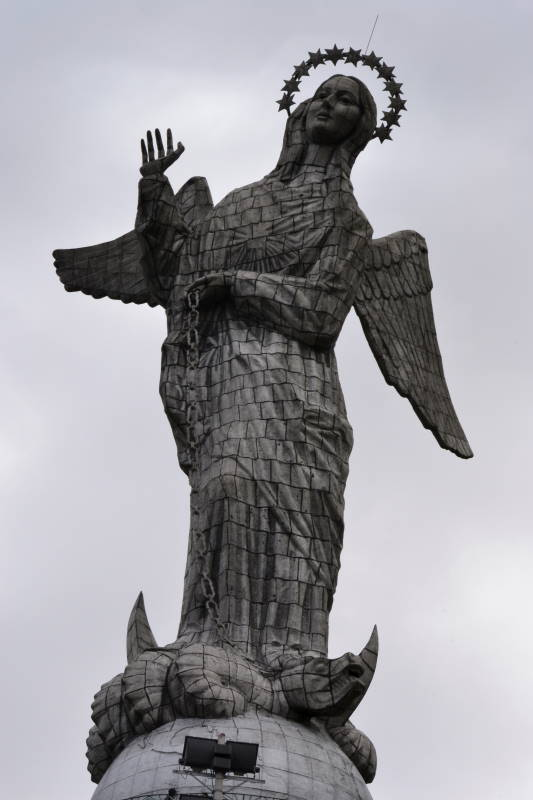
Virgen de El Panecillo construido por la consagración al Inmaculado Corazón de María

El Ecuador fue consagrado oficialmente al Sagrado Corazón de Jesús y al Inmaculado Corazón de María en el siglo XIX, posterior a la Guerra civil ecuatoriana de 1859-1860. En el caso del Sagrado Corazón de Jesús, este país fue el primero en consagrarse a esta devoción bajo la presidencia de Gabriel García Moreno. Esto causaría polémica puesto que en este país había gente que apoyaba el laicismo y la separación de la iglesia del estado. Esta oposición terminaría con la revolución liberal que buscaría la reversión de la consagración y el establecimiento del laicismo. Dentro del proceso de consagración se empezó la construcción de dos monumentos que recuerdan el hecho: la Basílica del Voto Nacional en el caso del Sagrado Corazón de Jesús y la Virgen de El Panecillo en el caso del Inmaculado Corazón de María. Su construcción continuaría en el siglo XX. La basílica sería bendita por el papa en la visita en 1988. La virgen de El Panecillo se terminaría de construir en el año de 1975. Ambos forman parte del Centro histórico de Quito que sería declarado Patrimonio de la Humanidad por la UNESCO en 1978.

### Canonizaciones y beatificaciones
Existe una devoción por los santos católicos originarios del Ecuador, los cuales son venerados como ejemplos a seguir. Las canonizaciones, beatificaciones y solicitudes son los siguientes.
- Canonización de Mariana de Jesús el 4 de junio de 1950 por Pío XII.[4]
- Canonización de Miguel Febres Cordero el 21 de octubre de 1984 por el papa San Juan Pablo II.[5]
- Canonización de Narcisa de Jesús el 12 de octubre de 2008 por Benedicto XVI[6]
- Beatificación de Mercedes de Jesús Molina el 1 de febrero de 1985, por el papa San Juan Pablo II.[7]
- Declaración de venerable a Julio Matovelle en 1994 por el papa San Juan Pablo II.[8]
- Apertura de la beatificación de Mariana de Jesús Torres, quien recibiría las profecías de la Virgen del Buen Suceso, además de ser responsable de varios milagros, según testimonio de los fieles.[9]
- Apertura de la causa de beatificación de Gabriel García Moreno por parte de la Iglesia católica en Ecuador, en el año 1939.[10]

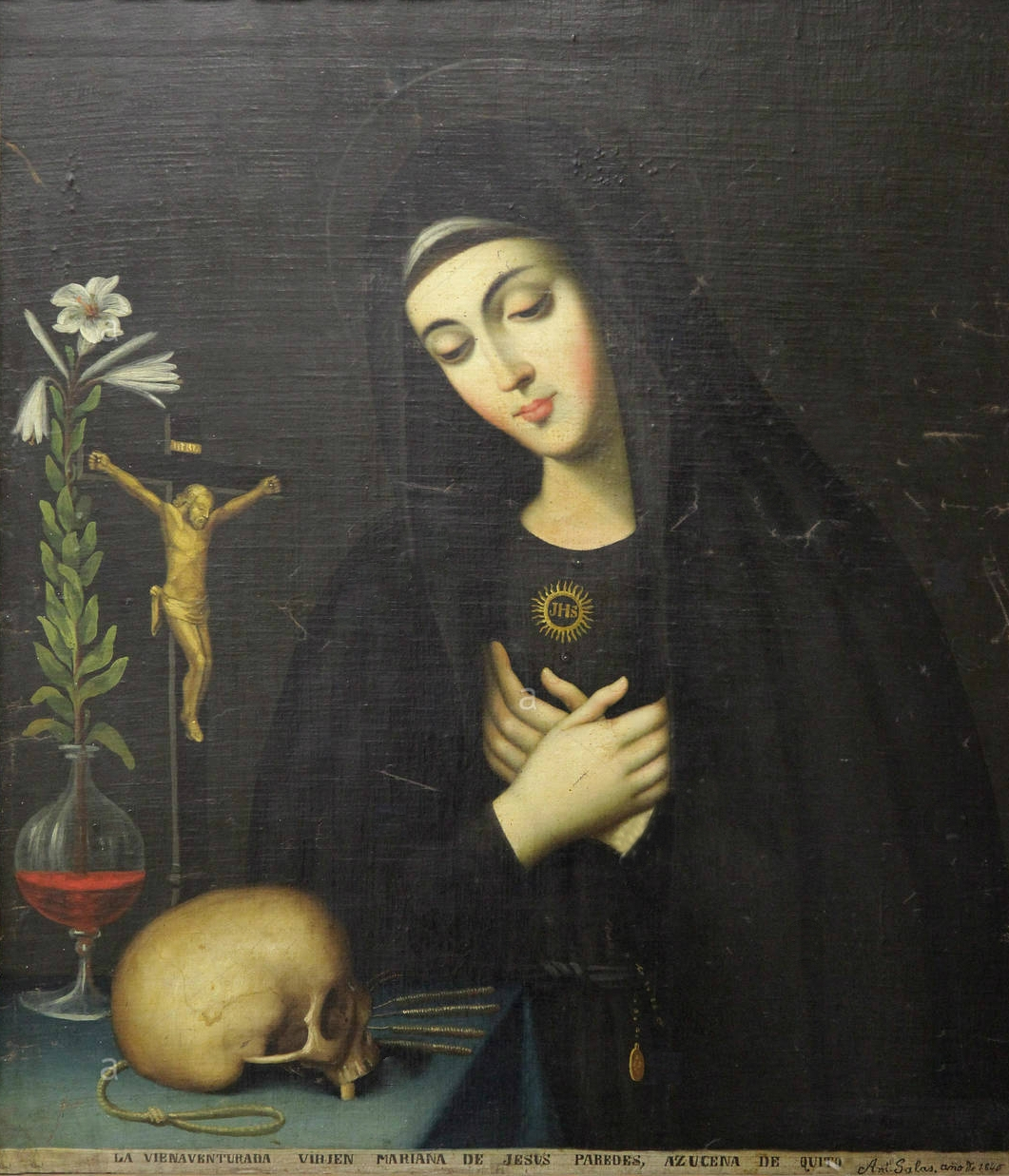
Santa Mariana de Jesús
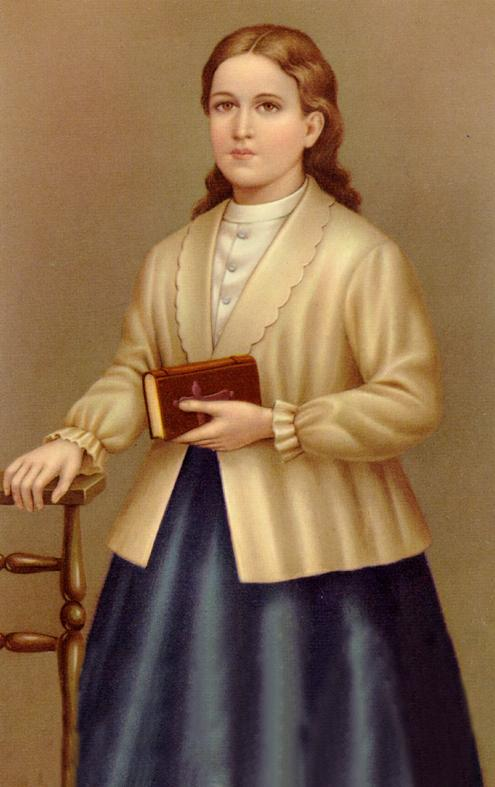
Santa Narcisa de Jesús
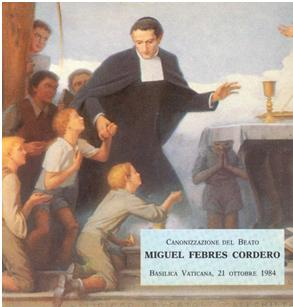
San Miguel Febres Cordero

### Historia cardenalicia
El título honorífico más importante que ha recibido algún ecuatoriano miembro de la iglesia católica es el del cardenal. Las personas de nacionalidad ecuatoriana que han ostentado este rango eclesiástico son:
- Carlos María Javier de la Torre
- Antonio González Zumárraga
- Bernardino Echeverría Ruiz
- Pablo Muñoz Vega
- Raúl Vela Chiriboga
- Luis Gerardo Cabrera Herrera

### Advocaciones marianas
Las advocaciones marianas son muy frecuentes en Ecuador. Uno de los trabajos referentes que recogen estas advocaciones fue realizado por Julio Matovelle que aunque publicado en el siglo XIX, cubre una gran parte de este fervor religioso. En el siguiente siglo esto continuó, especialmente en la región costa y amazonía.
- Nuestra Señora del Buen Suceso
- Nuestra Señora de El Quinche
- Nuestra Señora de El Cisne
- Nuestra Señora de la Nube
- Nuestra Señora del Rosario de Agua Santa
- Nuestra Señora de Montserrat
- Nuestra Señora de Guápulo
- Nuestra Señora del Rocío
- Nuestra Señora de la Merced
- Nuestra Señora de la Elevación
- Nuestra Señora de Guayco
- Nuestra Señora de la Gruta de la Paz
- Nuestra Señora Rosa Mística
- Nuestra Señora del Carmen de Esmeraldas

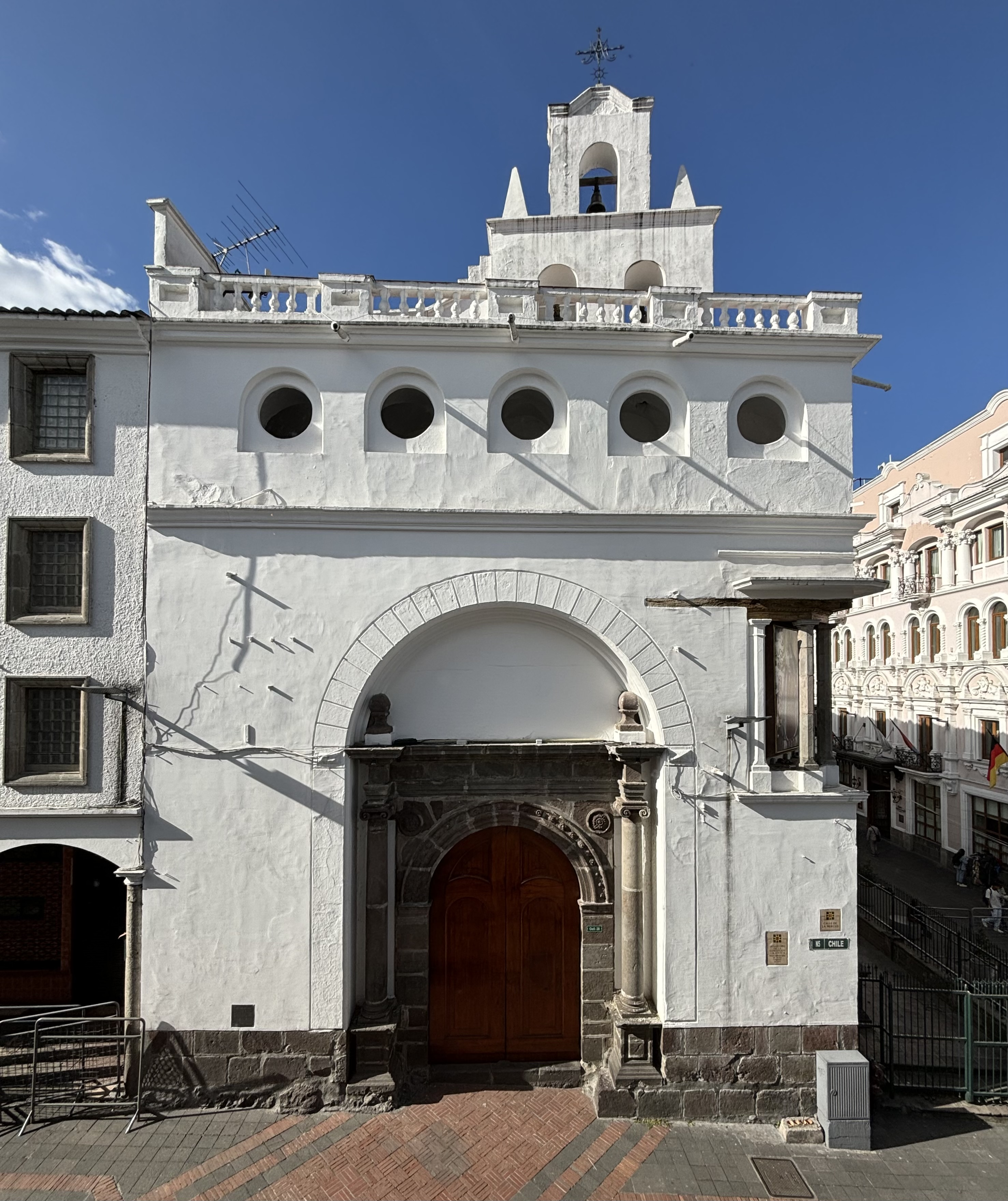
Santuario de la Virgen del Buen Suceso
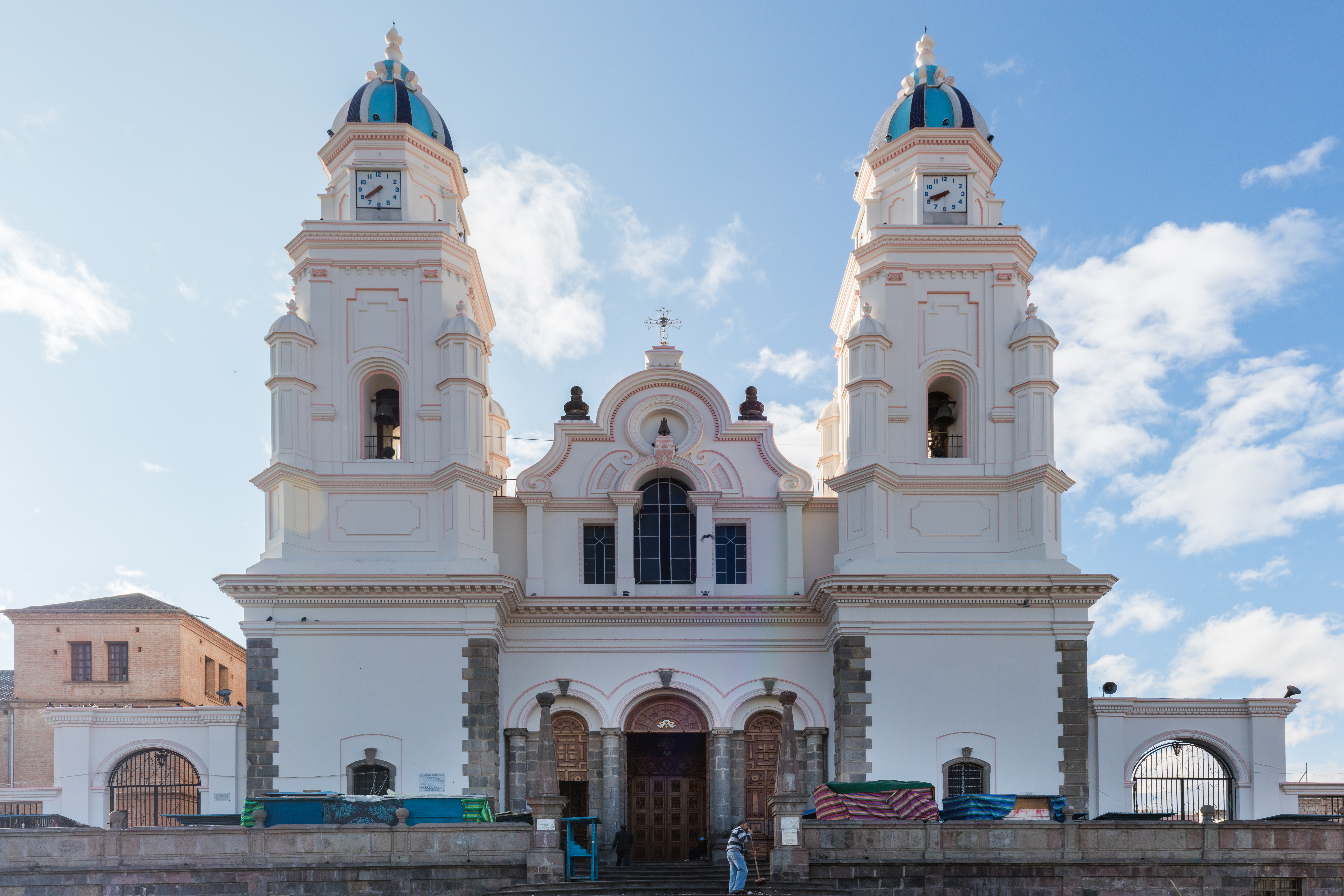
Santuario de la Virgen de El Quinche
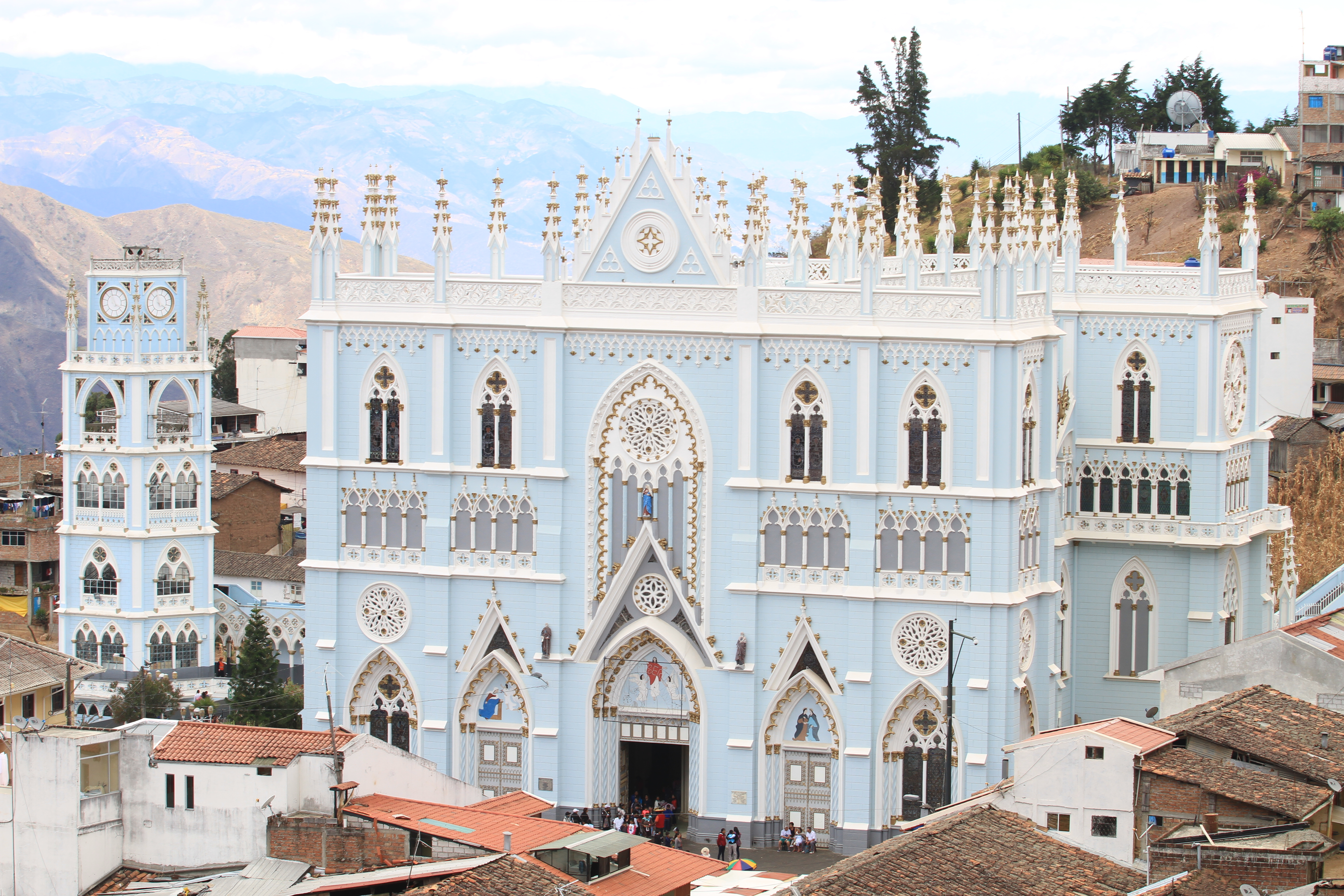
Santuario de la Virgen de El Cisne
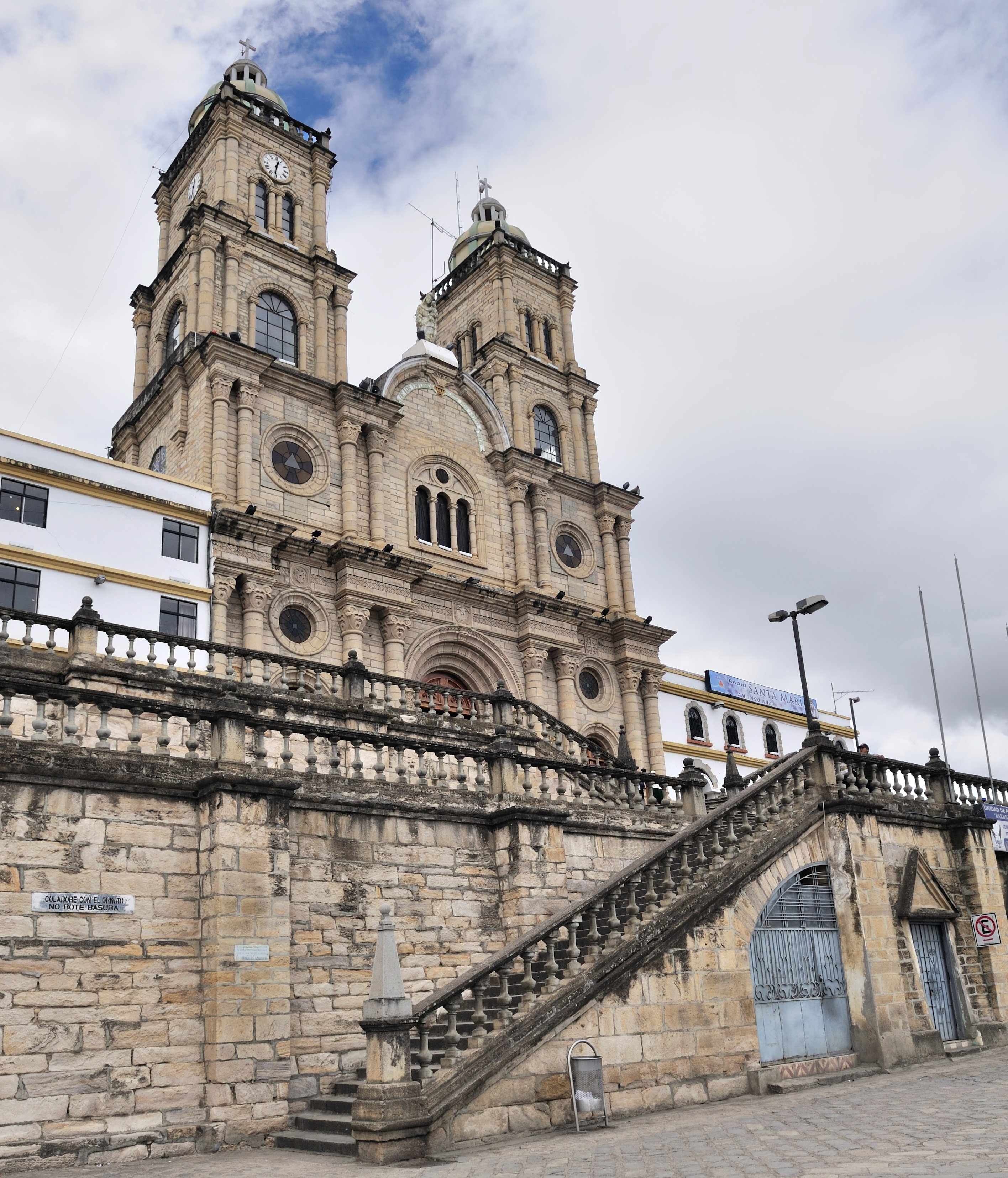
Santuario de la Virgen de la Nube
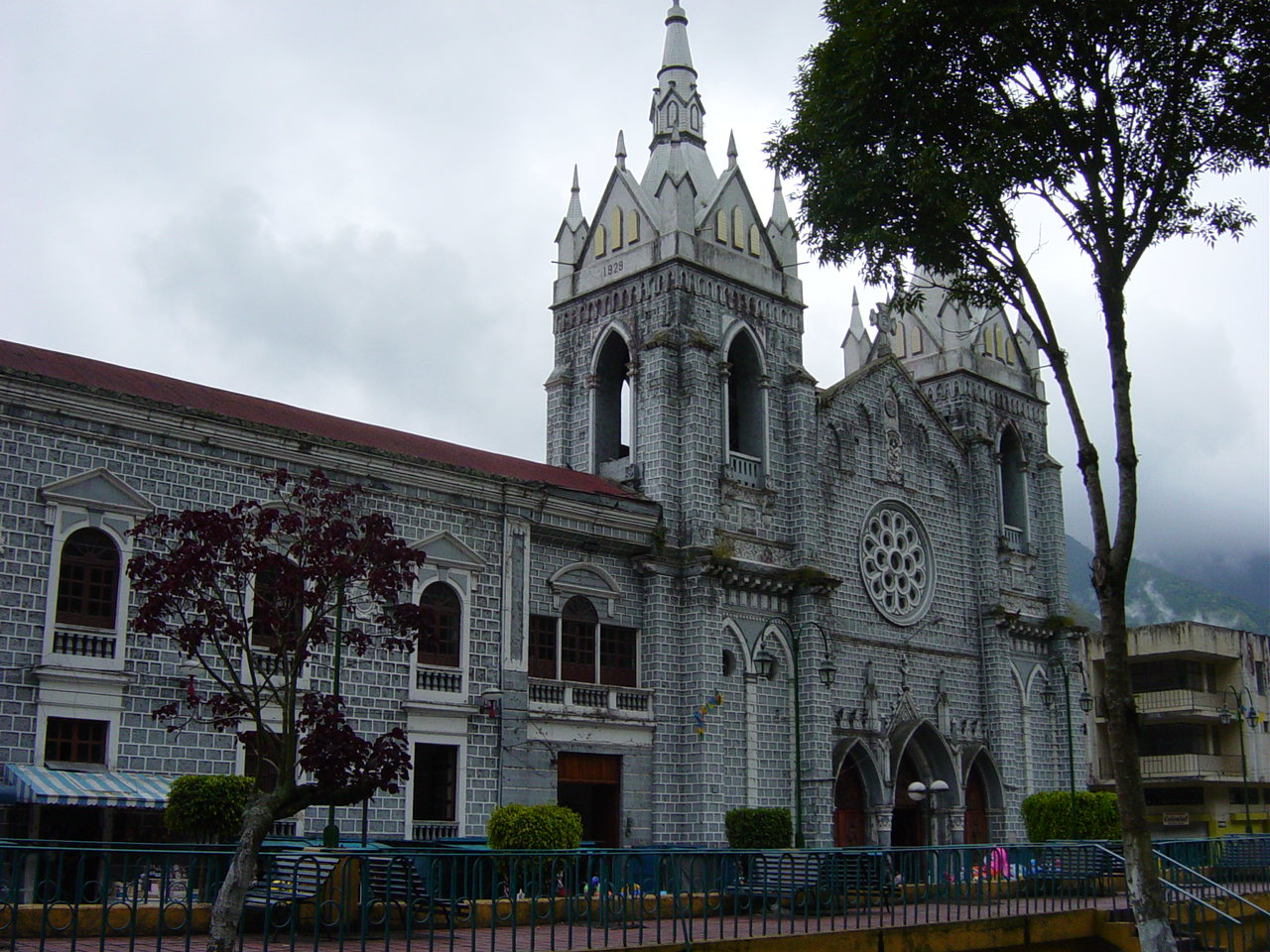
Basílica de la Virgen del Rosario de Agua Santa
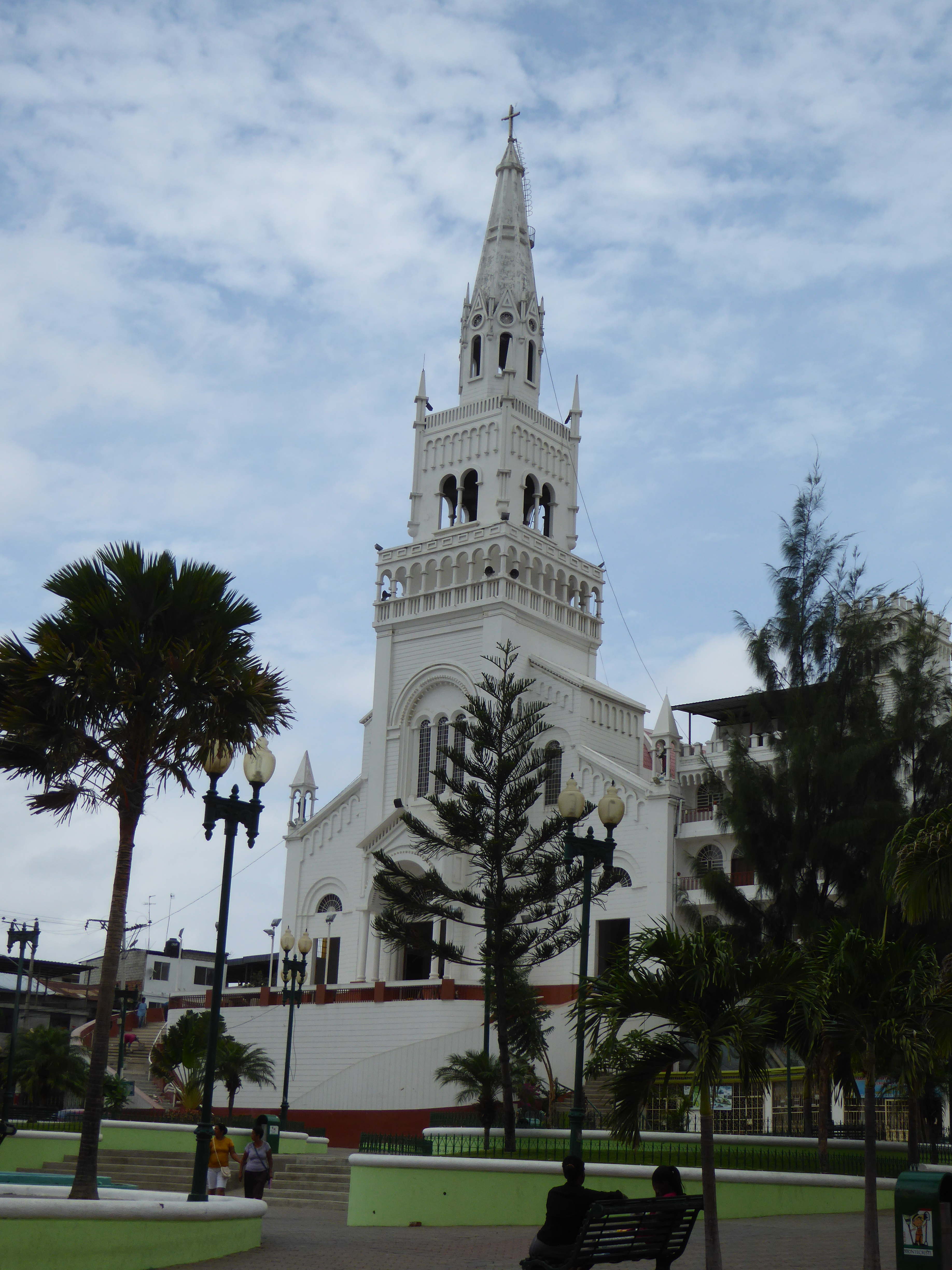
Basílica de Nuestra Señora de Monserrate
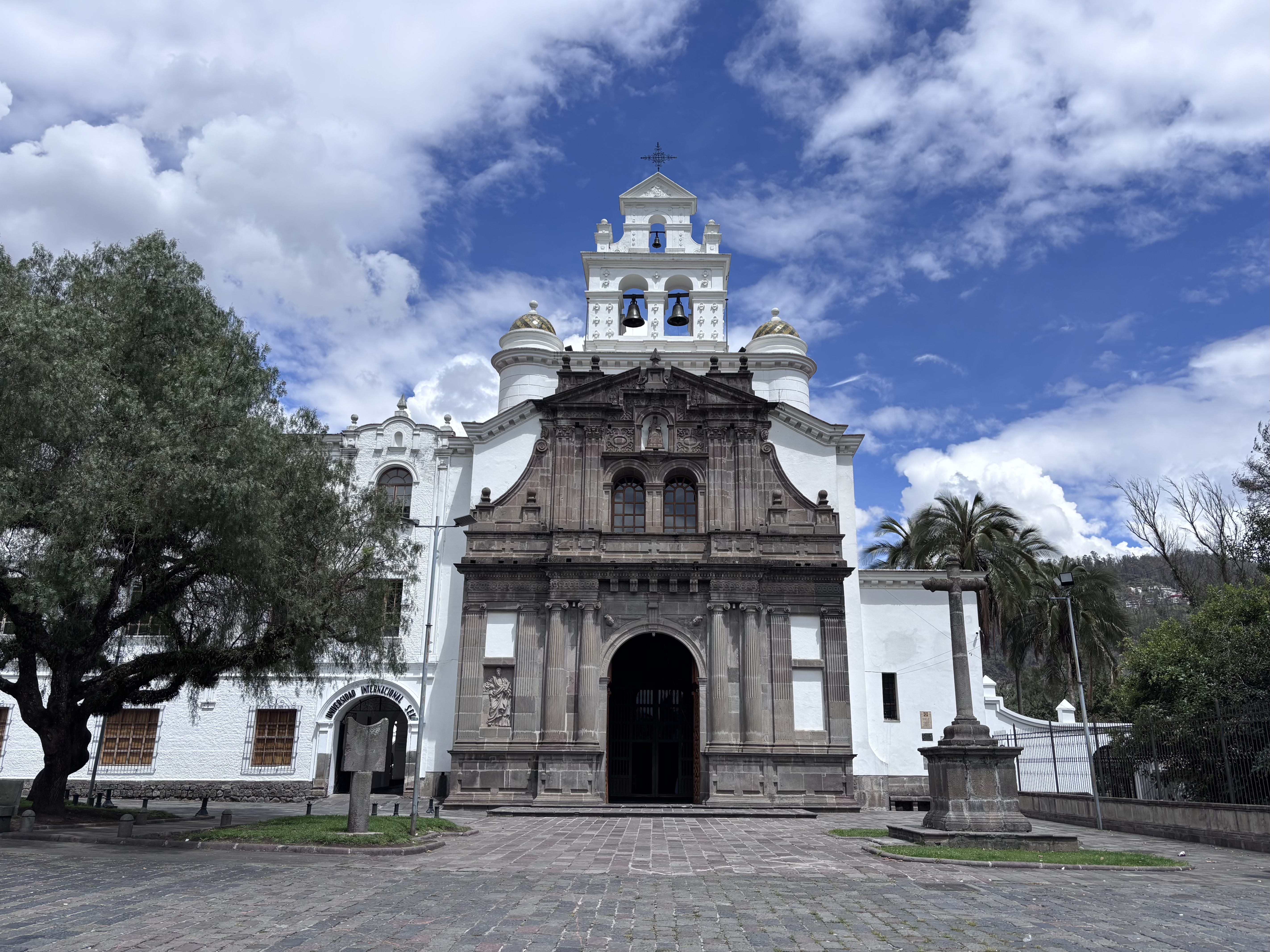
Santuario de Nuestra Señora de Guápulo

### Procesiones y romerías
En Ecuador se realizan varias procesiones y romerías. Las primeras están relacionadas con el calendario litúrgico católico mientras que las segundas con una fecha específica en la que se lleva a cabo una advocación mariana.

#### Procesiones de Semana Santa
- Procesión de Cristo del Consuelo de Guayaquil
- Procesión de Jesús del Gran Poder de Quito
- Procesión del Señor del Buen Suceso de Riobamba
- Procesión del Baño de la Cruz en Ballenita

#### Procesiones de Navidad
- Pase del Niño Viajero de Cuenca
- Pase del Niño Rey de Reyes de Riobamba

#### Romerías
- Romería del Quinche
- Romería del Cisne

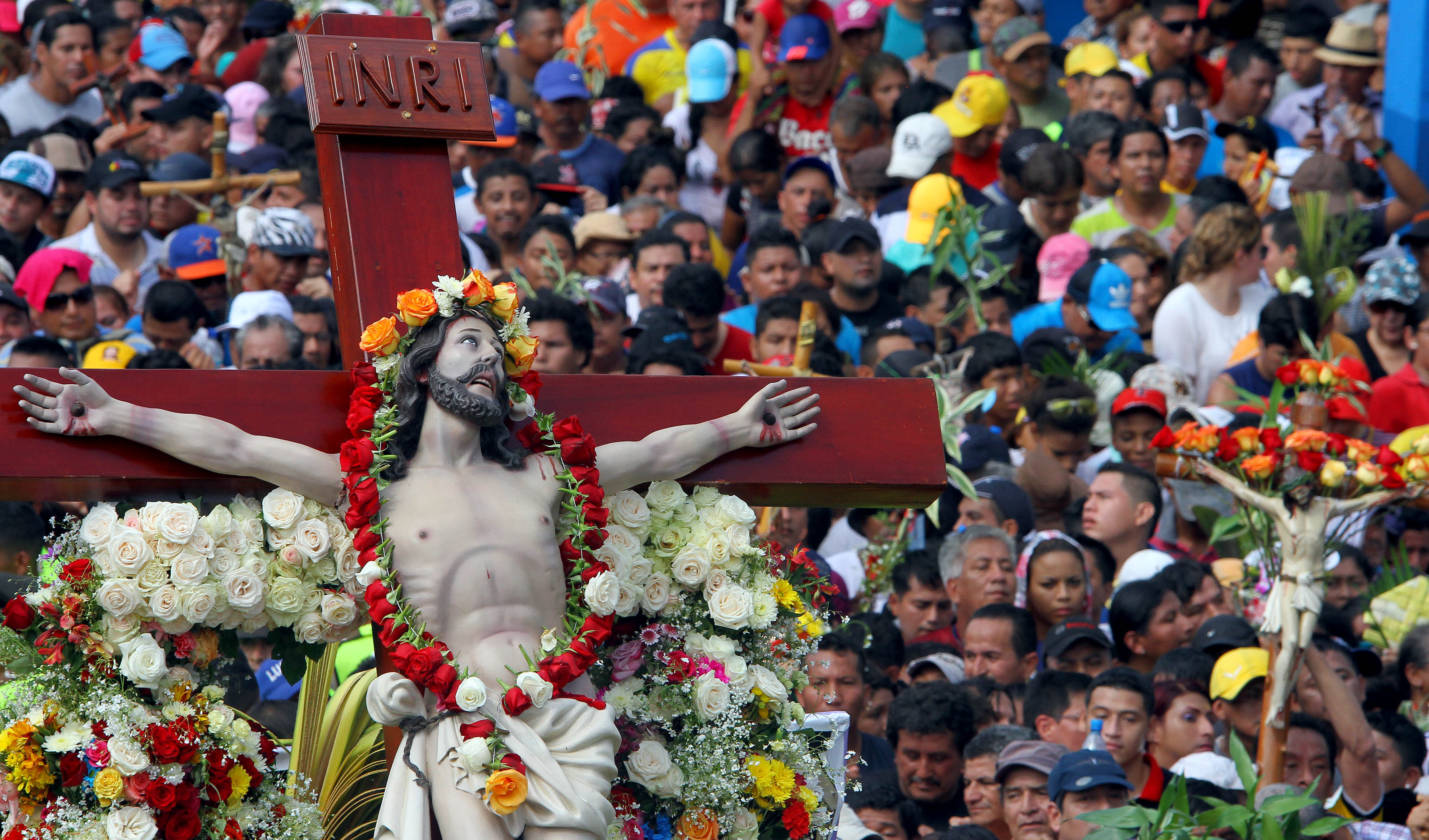
Procesión del Cristo del Consuelo en Guayaquil
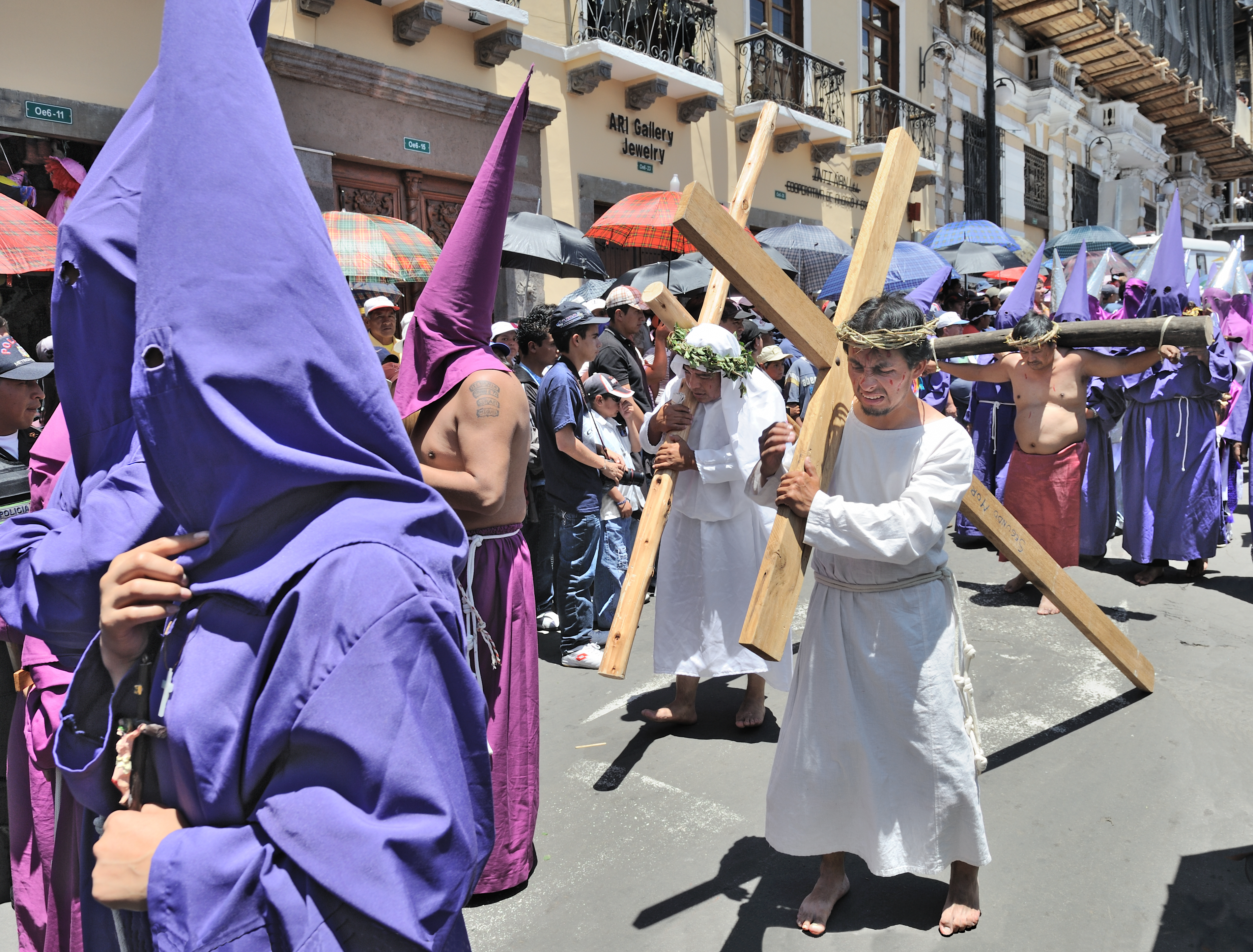
Procesión de Jesús del Gran Poder en Quito
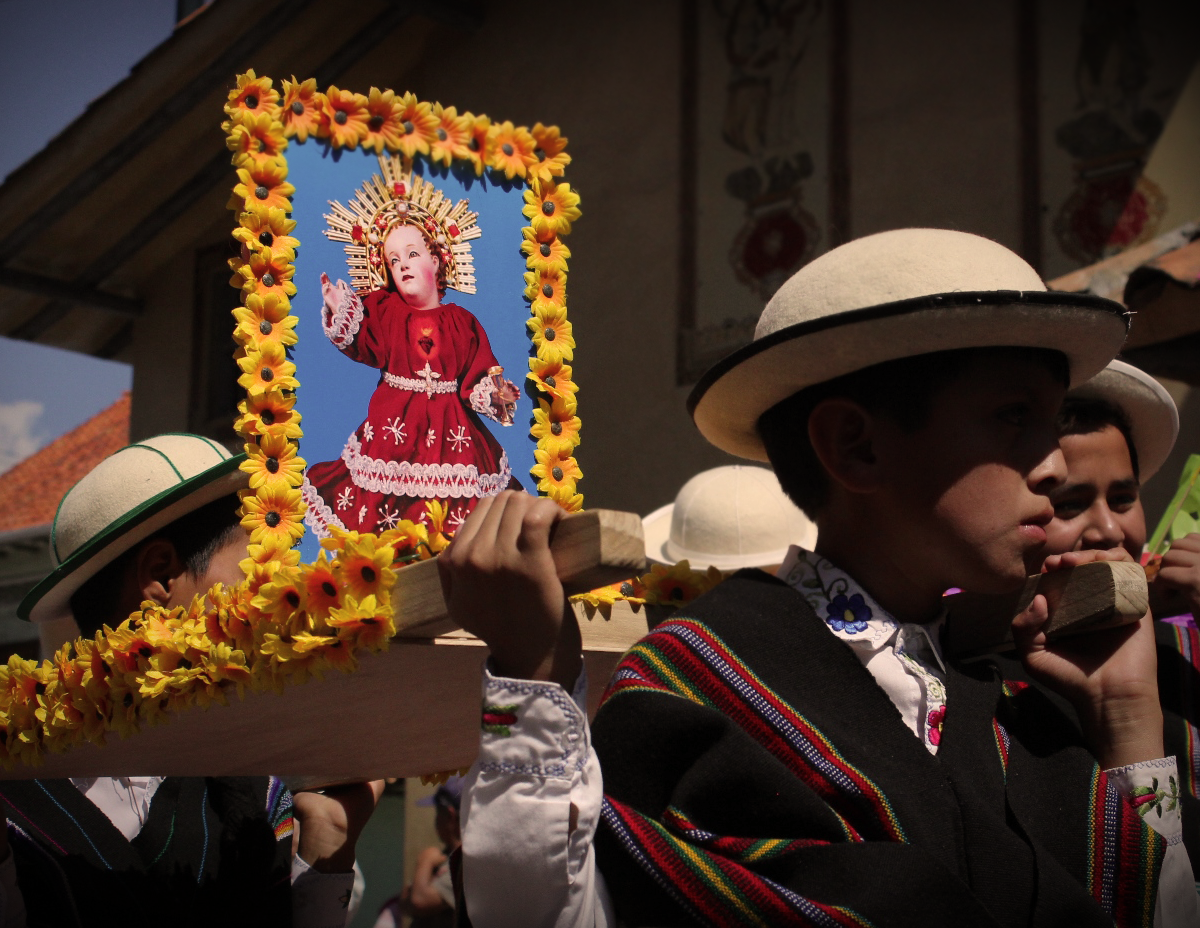
Pase del Niño Viajero en Cuenca
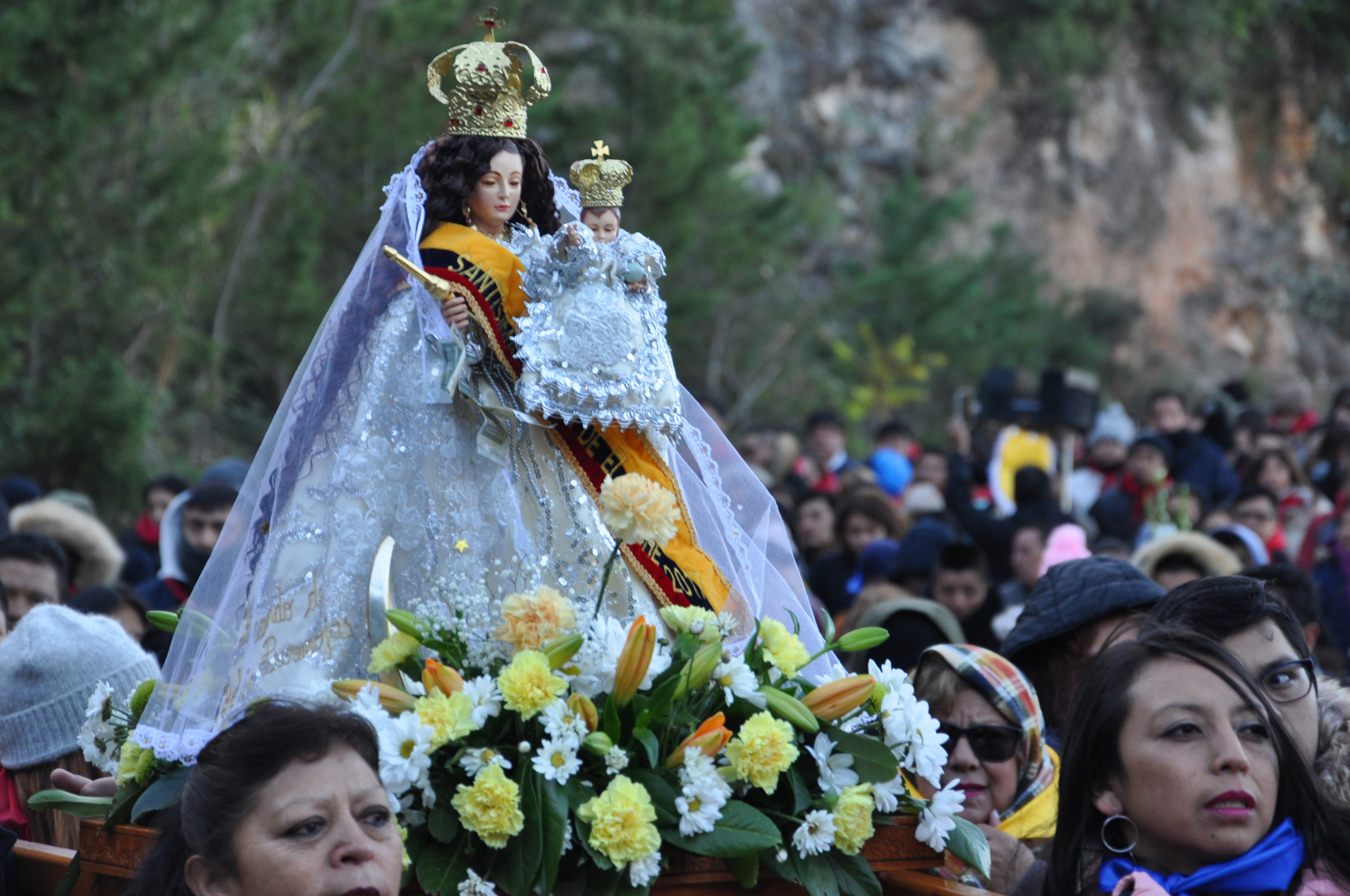
Romería de la Virgen de El Quinche
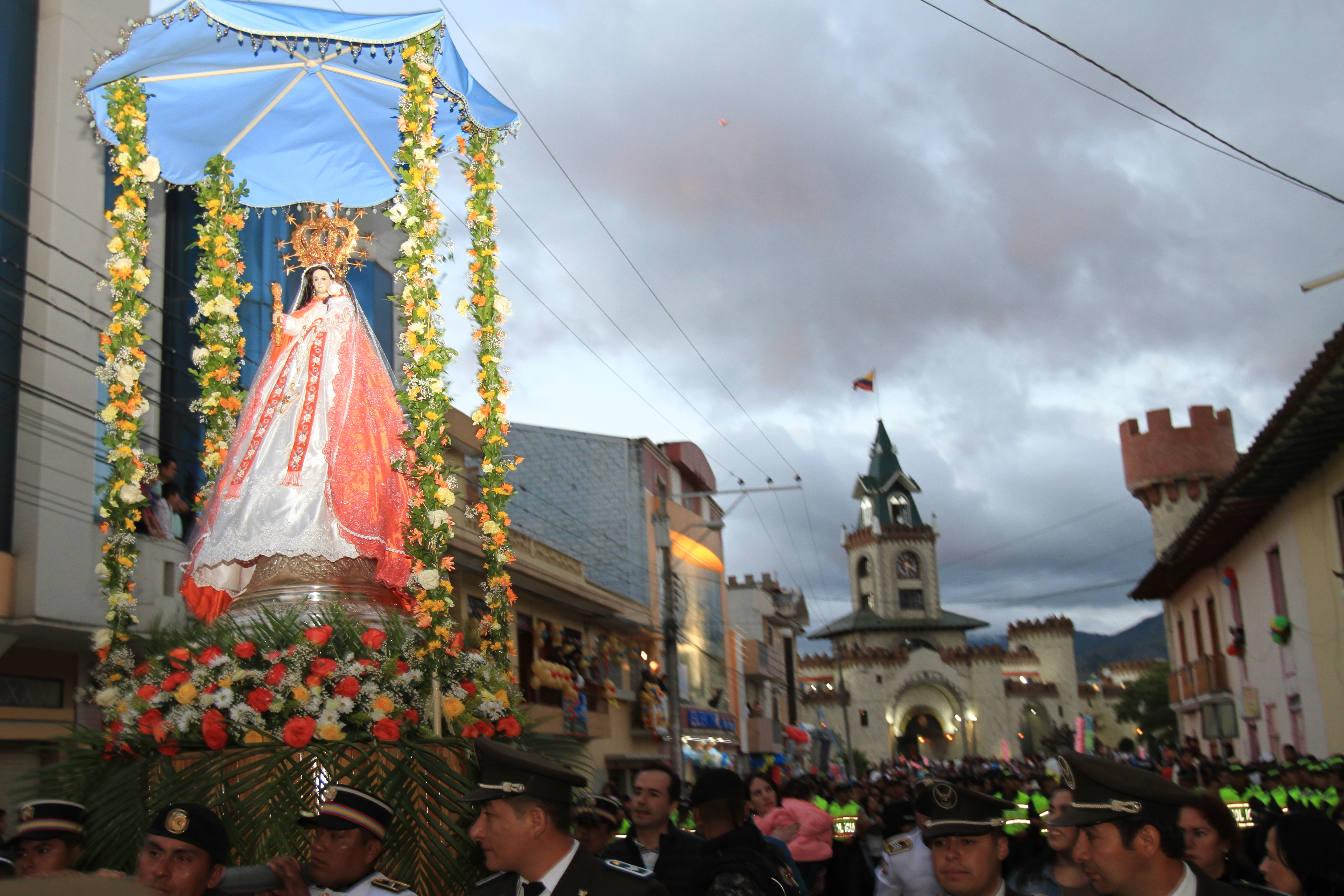
Romería de la Virgen de El Cisne

### Evangelización y misiones
La evangelización se llevó a cabo desde el inicio de la conquista de Ecuador y se fue expandiendo poco a poco a través de todo el territorio. Se realizaron durante la Real Audiencia de Quito varias reducciones para fundar ciudades que a su vez concentraban a la población que era evangelizada. Los lugares donde más tiempo tardo en realizarse la evangelización fueron la Amazonía en primer lugar, seguido por la costa de Ecuador, en especial la región de Esmeraldas que por mucho tiempo fue autónomo durante el Reino Zambo de Esmeraldas. De igual forma la evangelización en Manabí se haría durante el siglo XIX, en gran parte gracias a Pedro Schumacher. La Audiencia de Quito a través de las misiones buscó controlar la llanura amazónica desde el río Marañón hasta el Amazonas. Después de la independencia, esto sería causa de conflictos limítrofes con Perú.
- Misiones de Maynas
- Misiones de la Amazonía de Ecuador
- El Reino Zambo de Esmeraldas

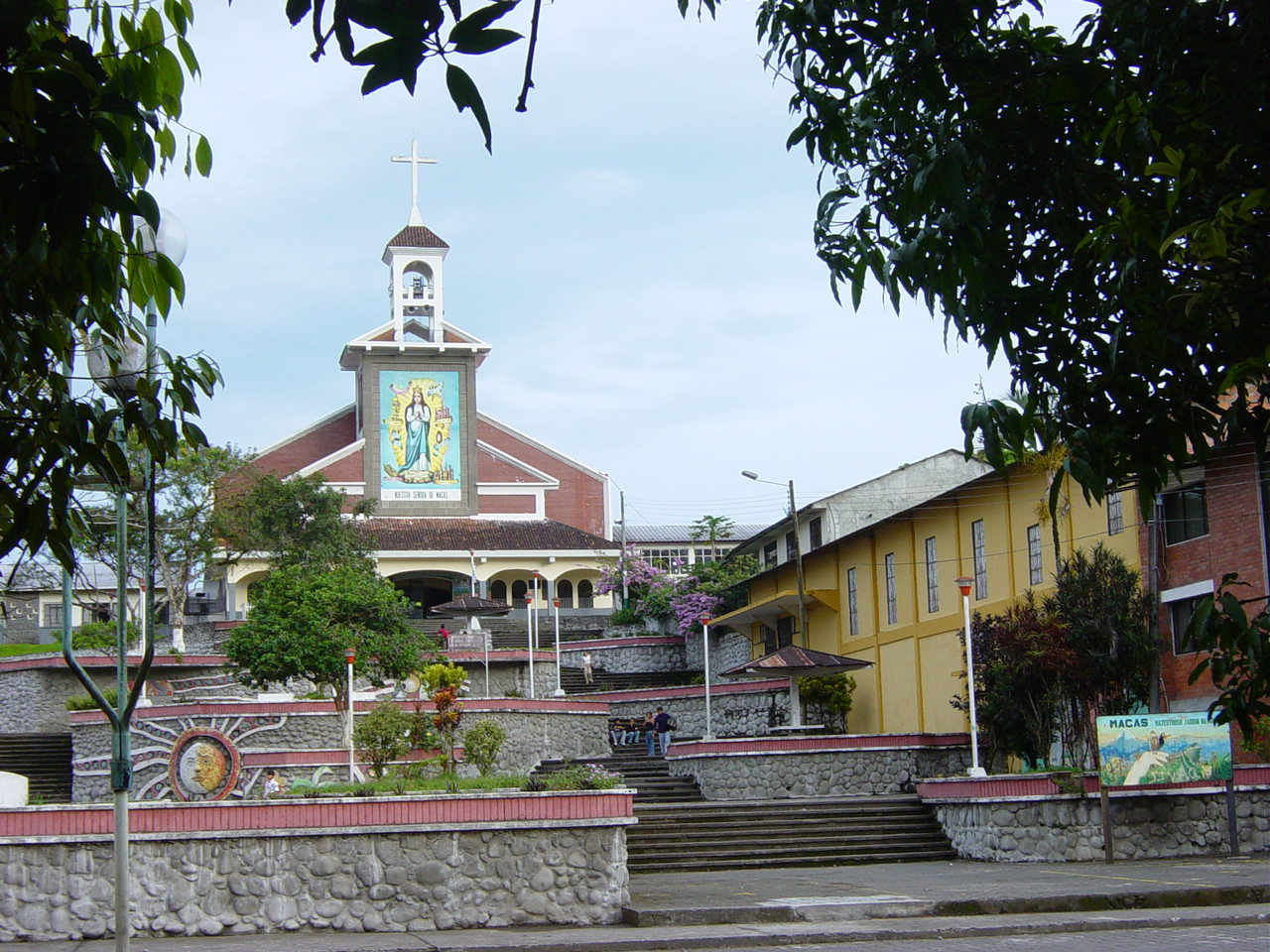
Catedral de Nuestra Señora Purísima de Macas
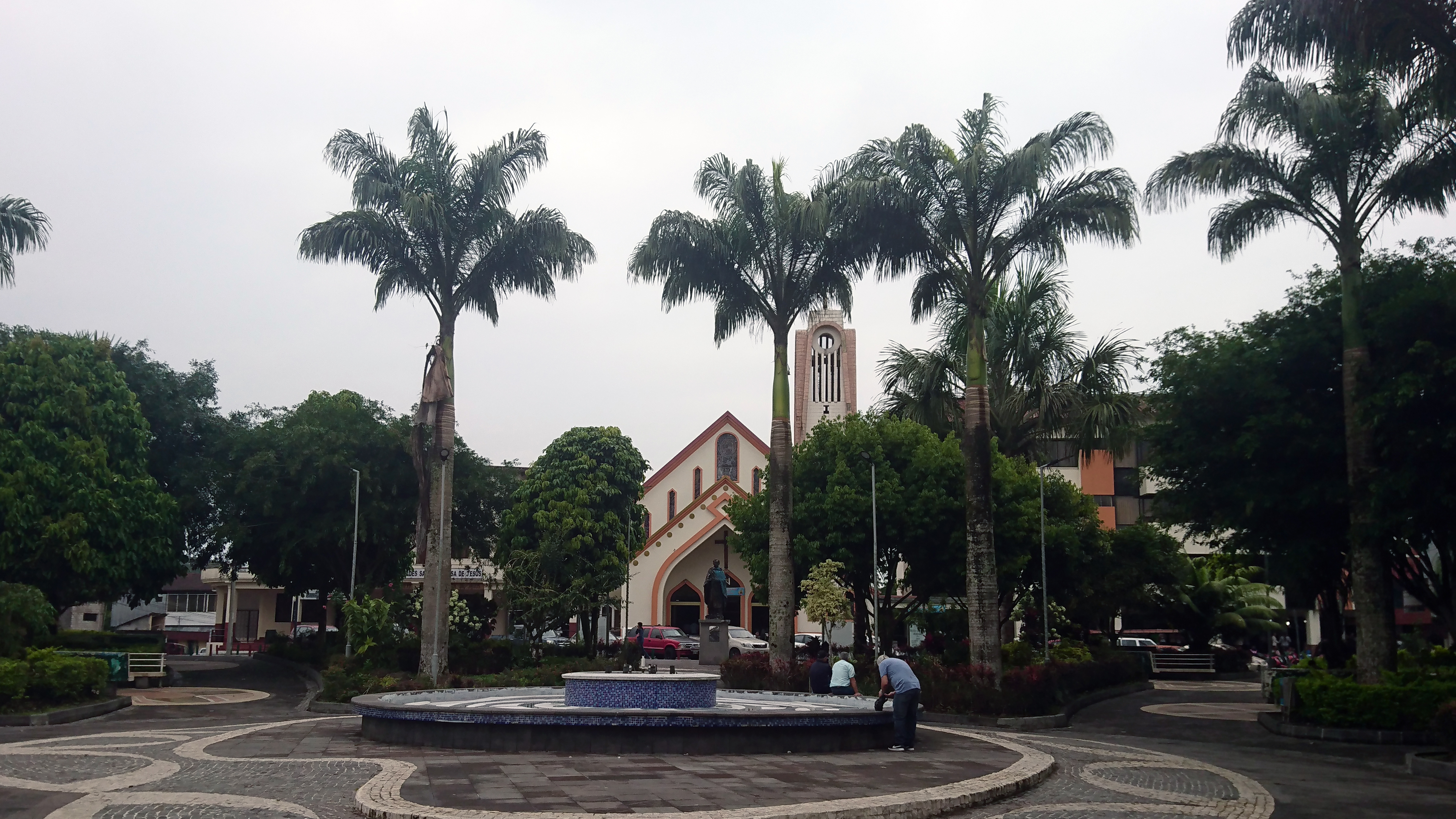
Catedral de Nuestra Señora del Rosario de Puyo
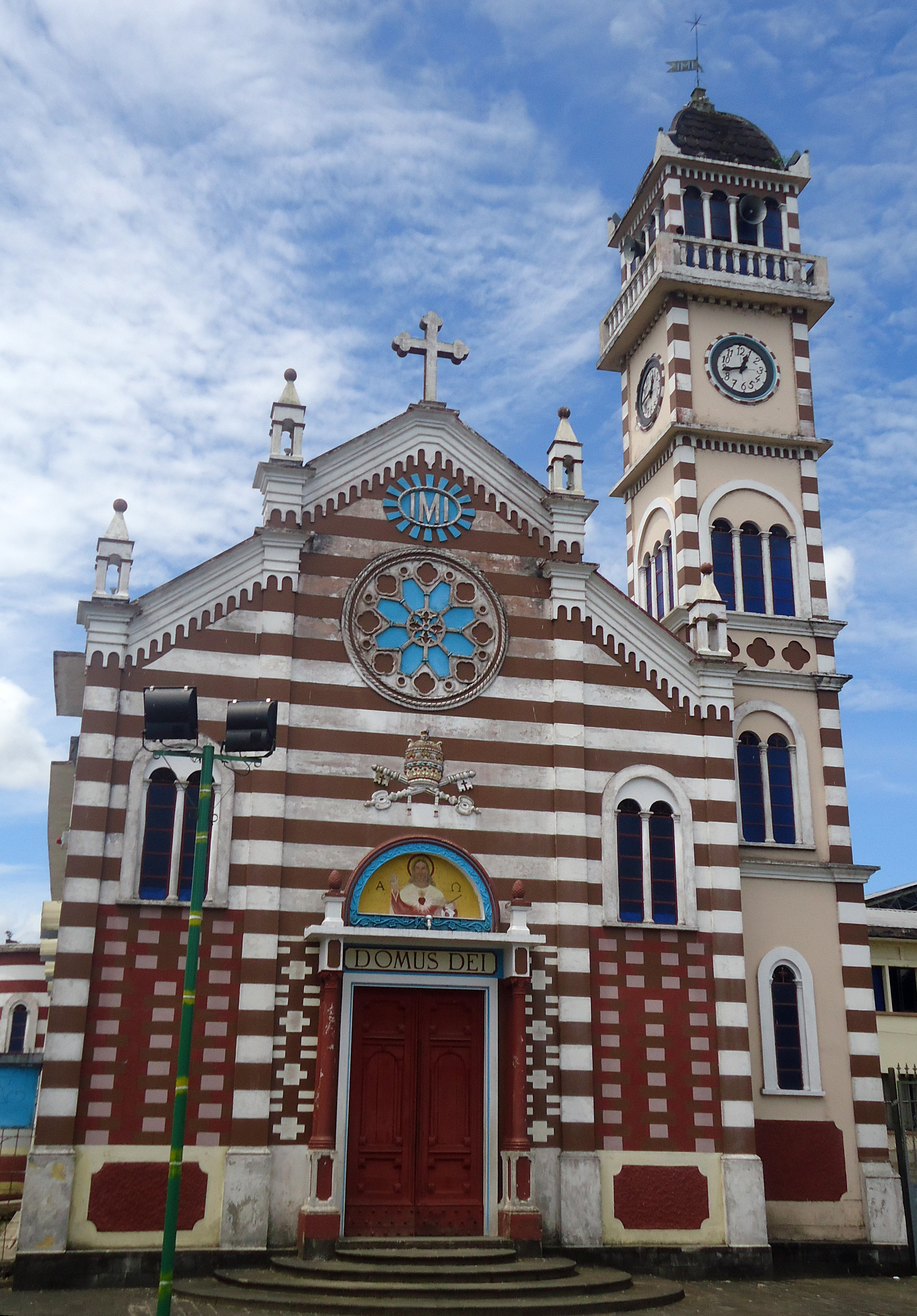
Iglesia del Sagrado Corazón en Archidona
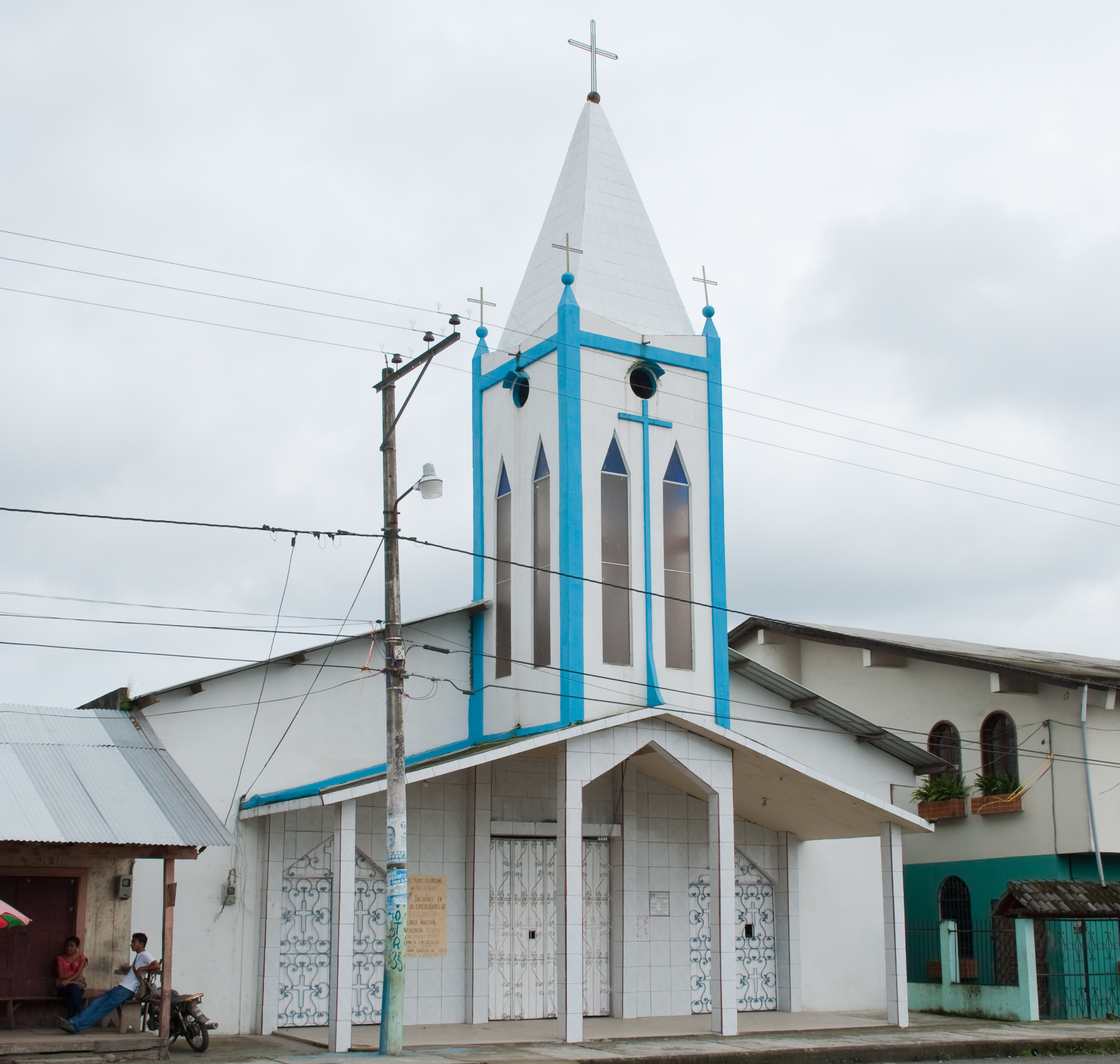
Iglesia en Esmeraldas
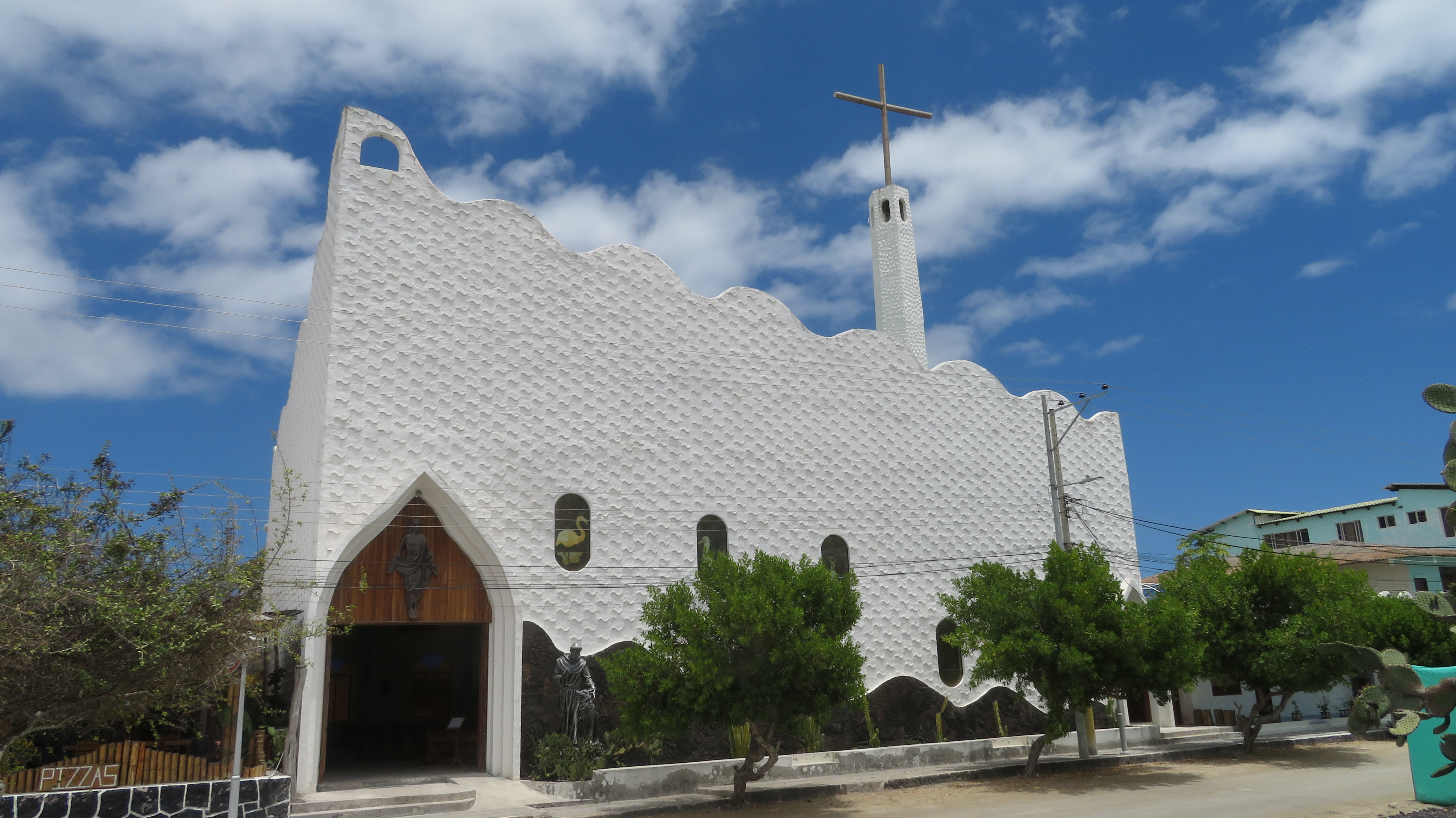
Iglesia Cristo Salvador en Galapagos

### Legado cultural y científico
La cultura fue priorizada por la iglesia desde el inicio con fines evangelizadores. Es destacable los aportes culturales al arte a través de la escuela quiteña de pintura y escultura, a la arquitectura y escultura a través de la construcción de templos religiosos, a la música a partir de la música sacra y a la filosofía a través de la escolástica que se desarrolló históricamente en las universidades. A esto se suma la larga tradición de ascetismo que se desarrolló tanto en personas seglares como clérigos. Por último es destacable el trabajo en la salud a través de la construcción de hospitales.
- Escuela quiteña de arte
- Música en la Real Audiencia de Quito
- Escolástica en la Real Audiencia de Quito
- Ascetismo en Ecuador
- Historia de la medicina en Ecuador

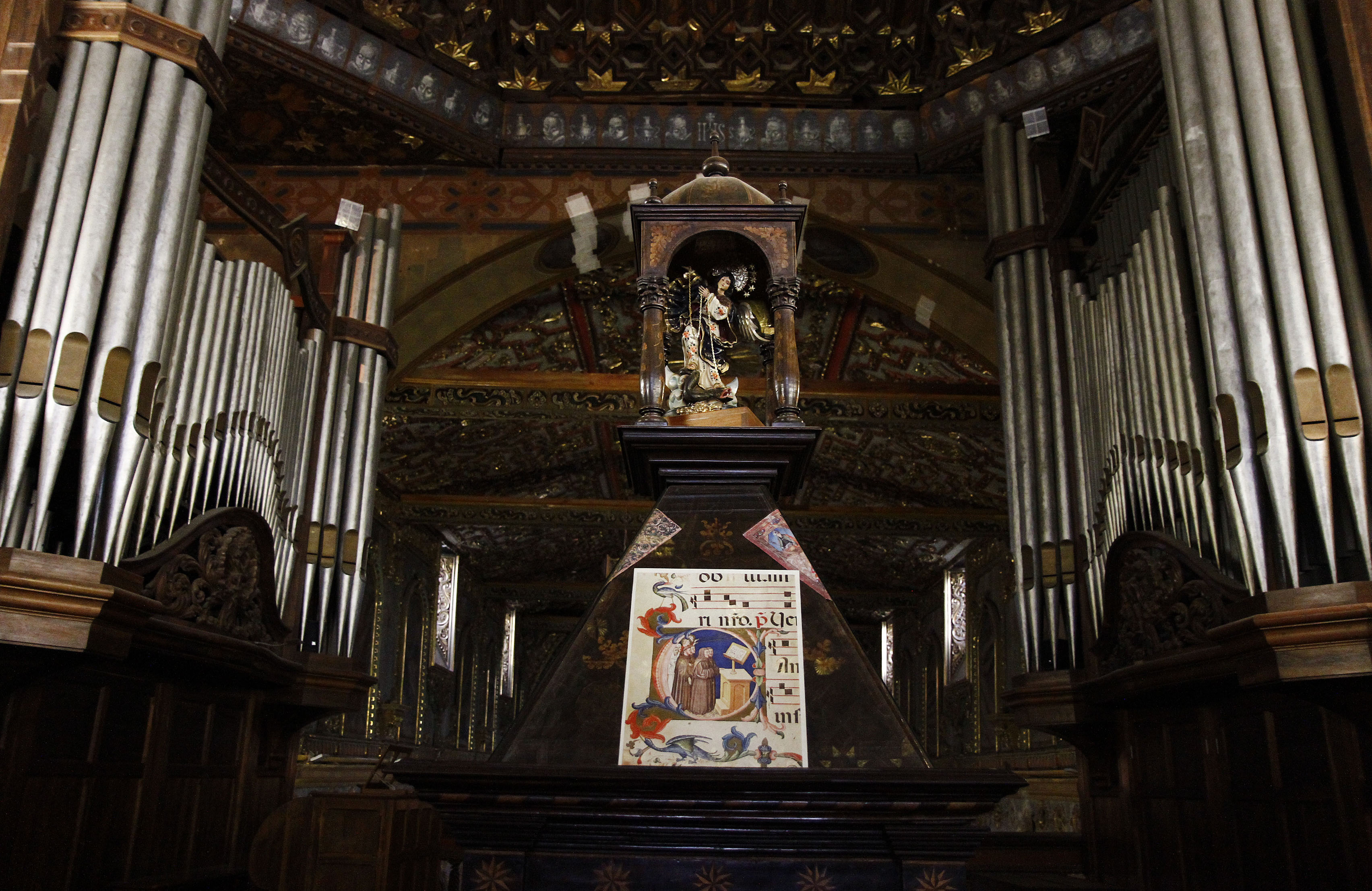
La Virgen de Quito en el interior de la Iglesia de San Francisco
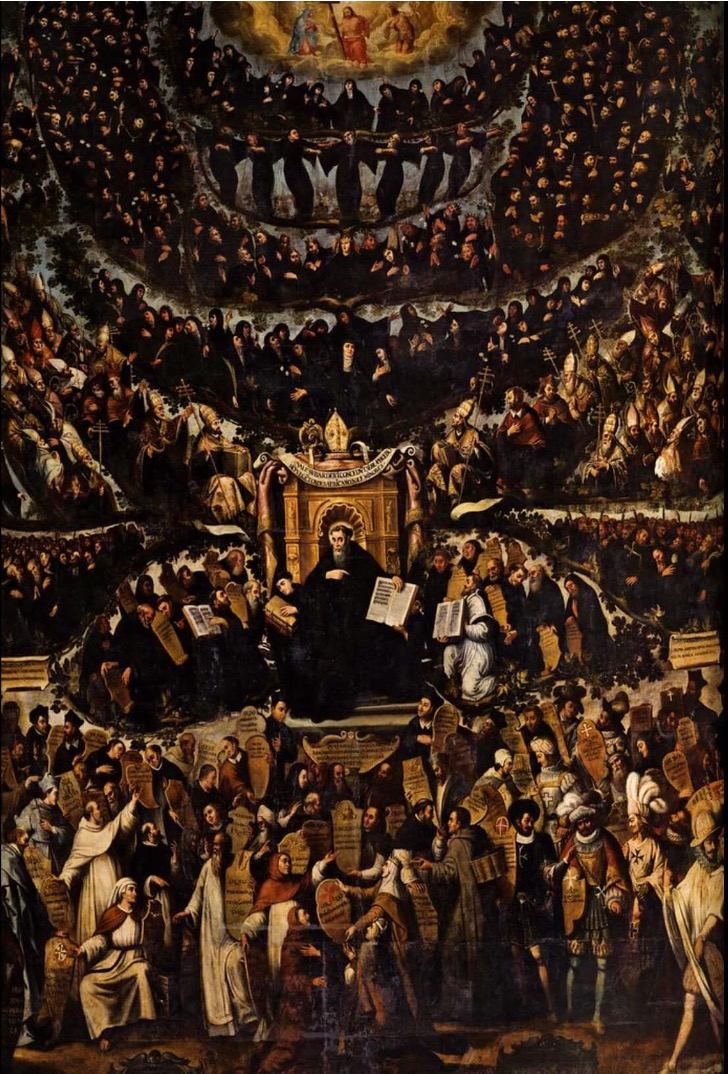
Regla de San Agustín por Miguel de Santiago
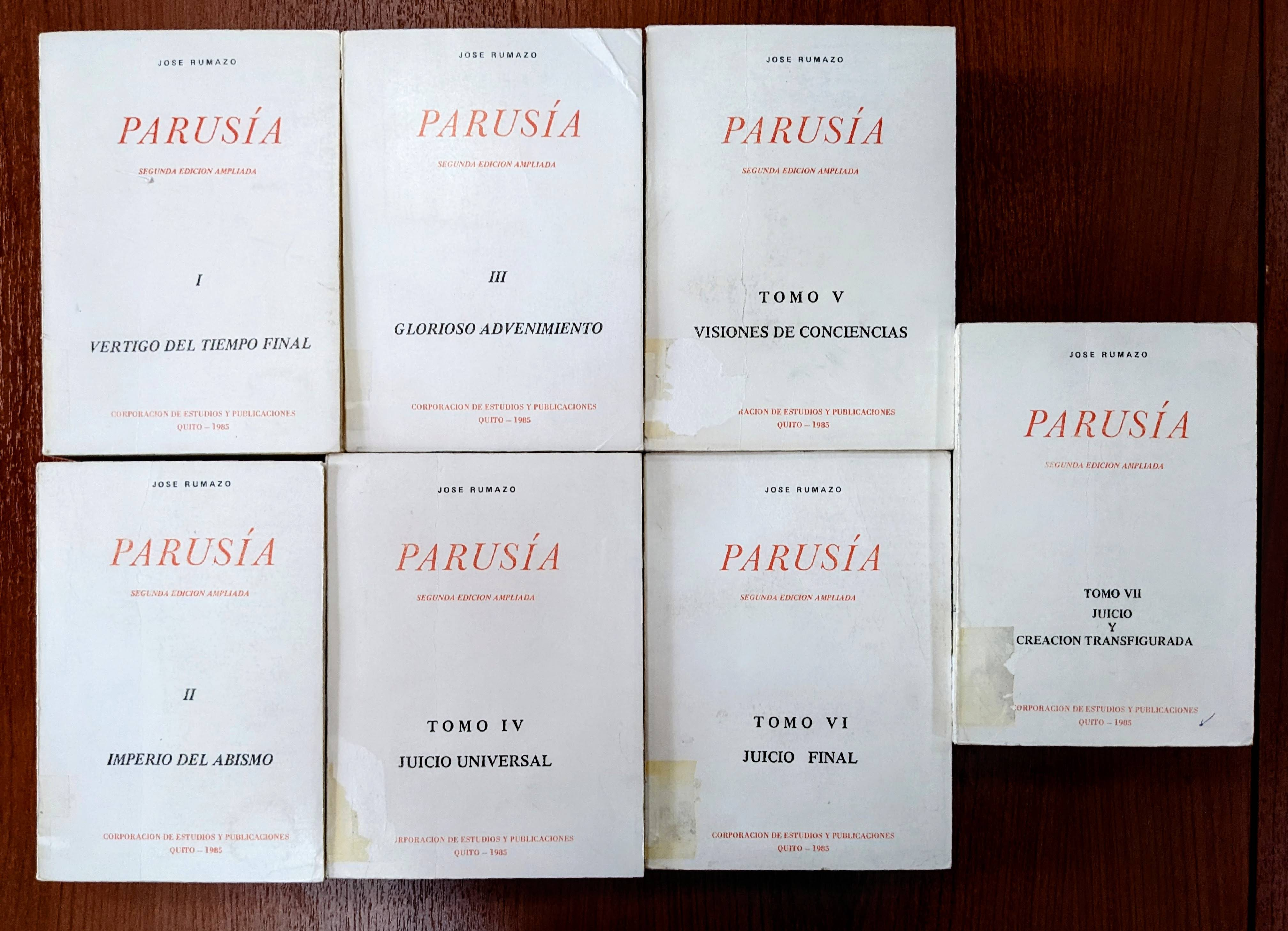
Parusía de José Rumazo
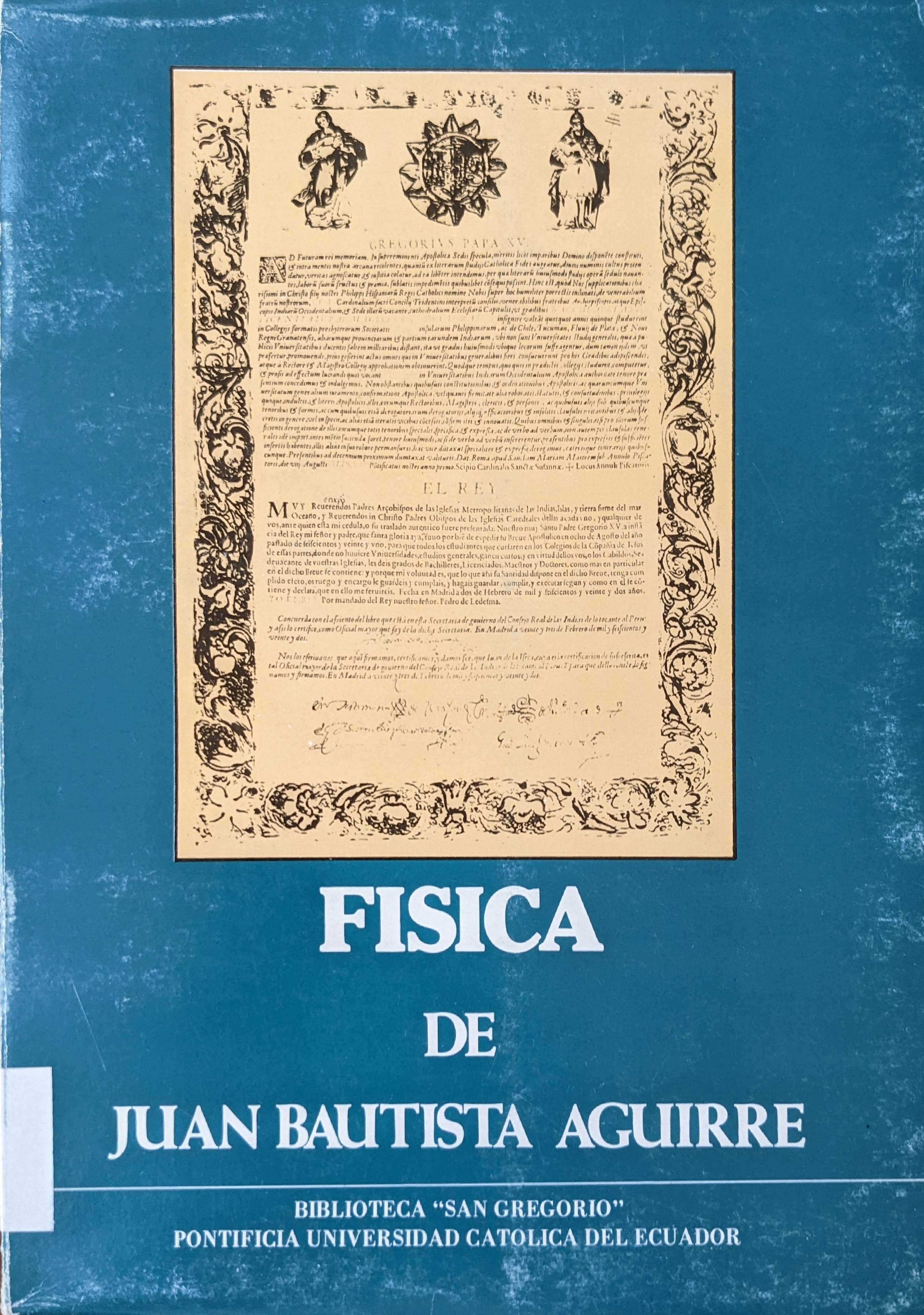
Tratado de Física de Juan Bautista Aguirre
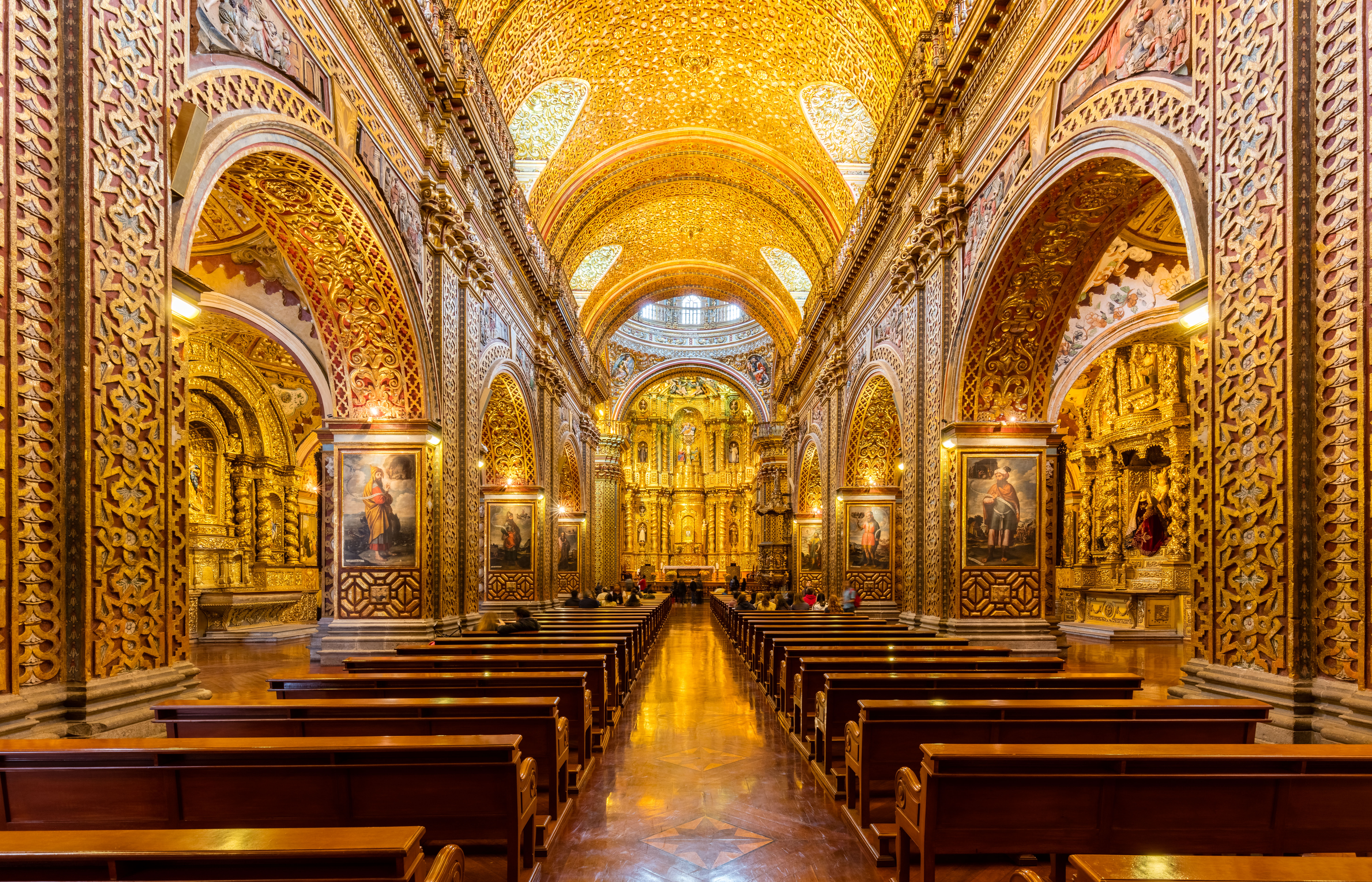
Interior de la Iglesia de la Compañía en Quito

A esto se debe sumar una lista de importantes personas católicas que aportaron a la cultura y ciencia de Ecuador en general, en disciplinas como la historia, arqueología, antropología, geografía, biología, literatura, entre otros. 
Historia
- Federico González Suárez
- Pedro de Mercado
- Juan de Velasco
- Julio Matovelle
- Jose Maria Vargas
- Julio Tobar Donoso

Arte
- Jodoco Ricke

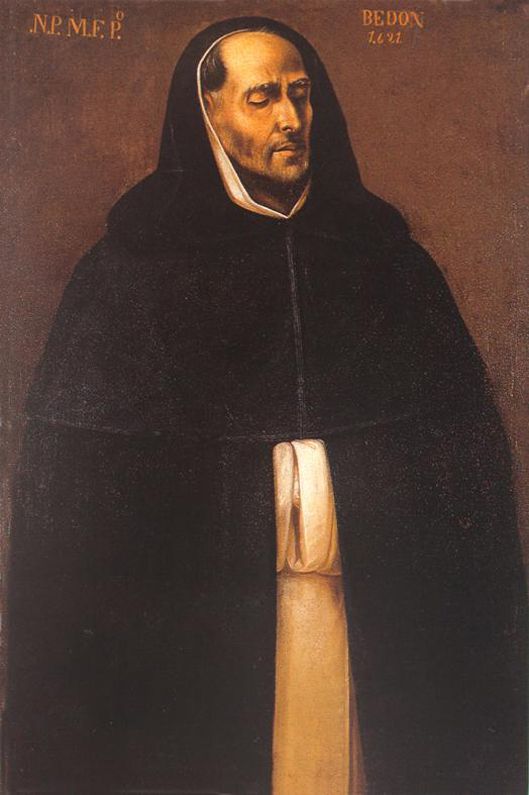
Pedro Gosseal
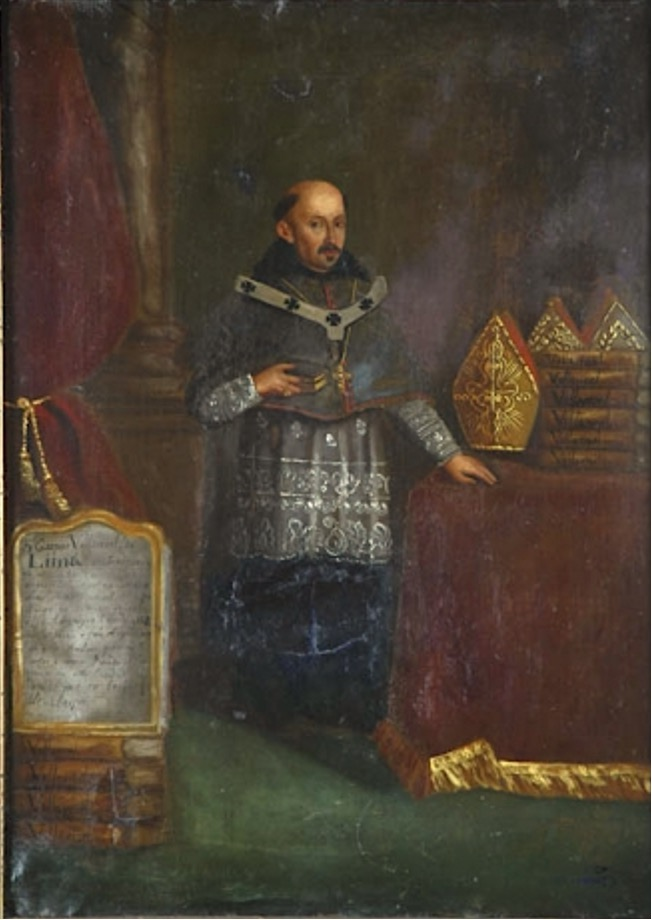
Gaspar de Villarroel
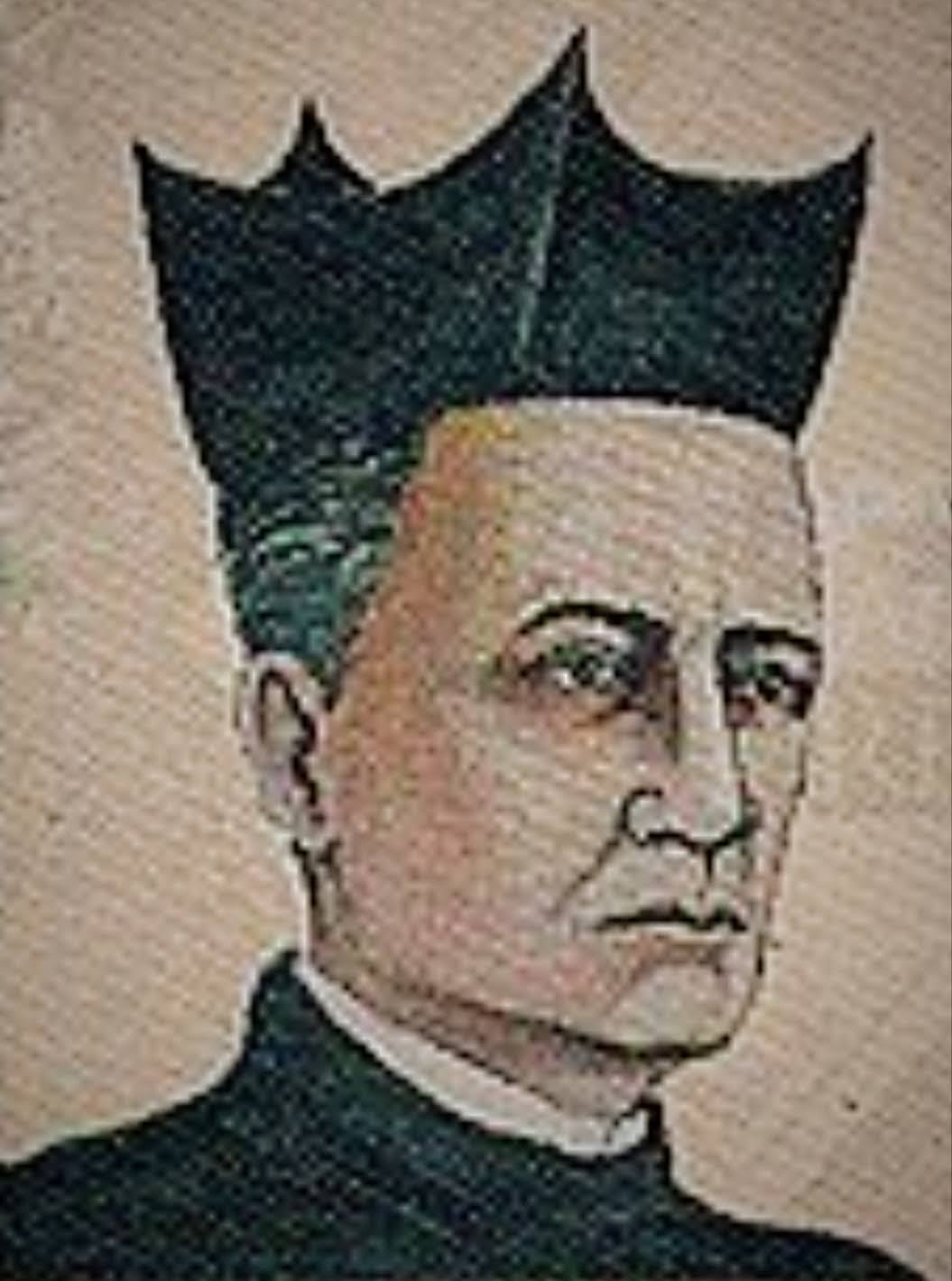
Antonio de Bastidas
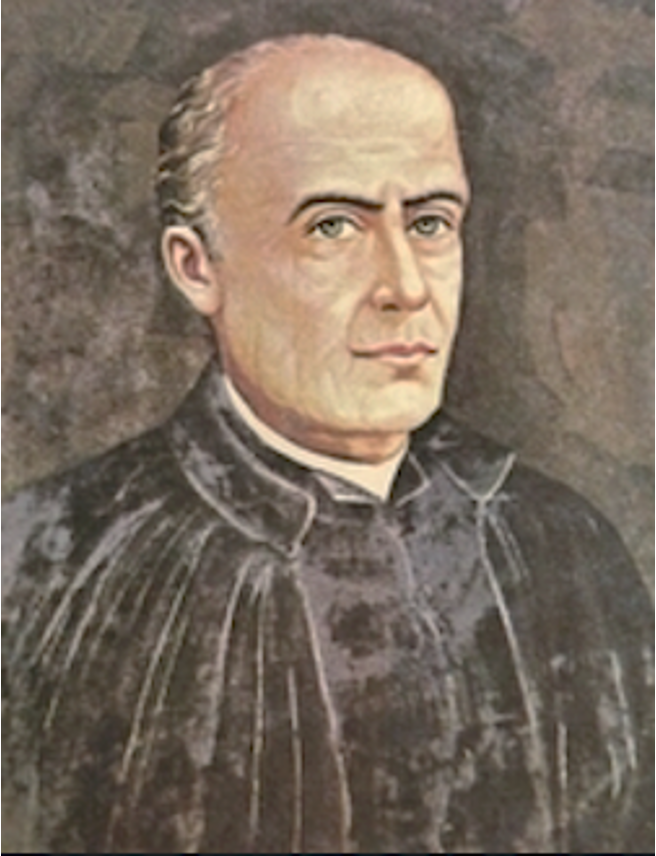
Juan de Velasco
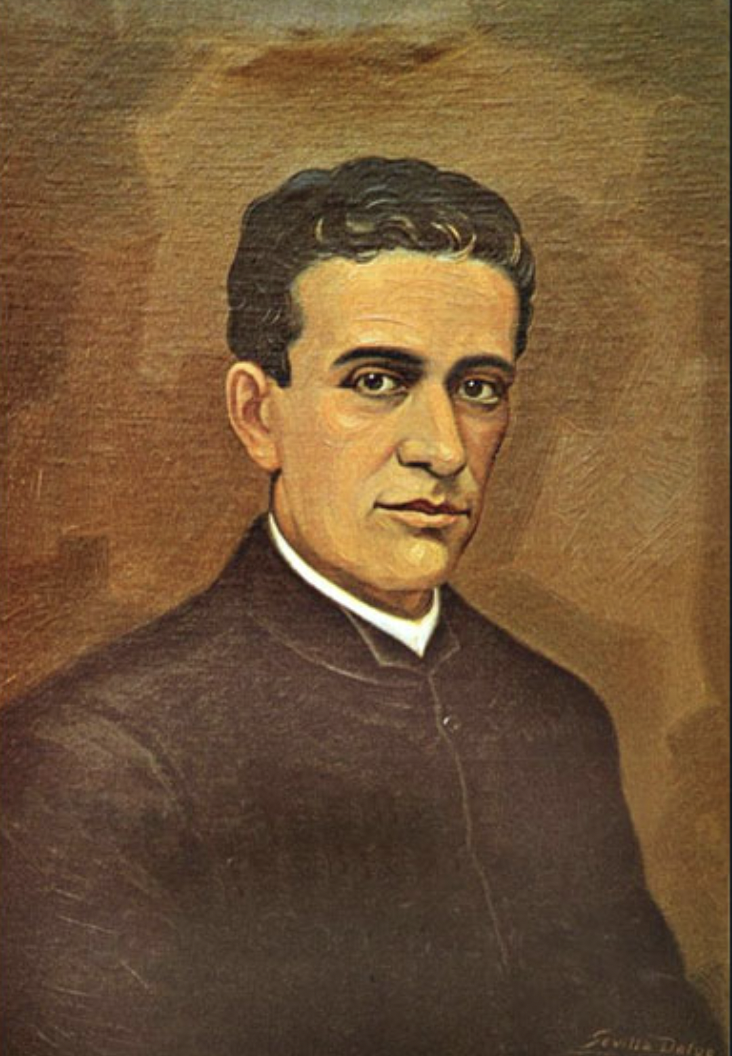
Juan Bautista Aguirre
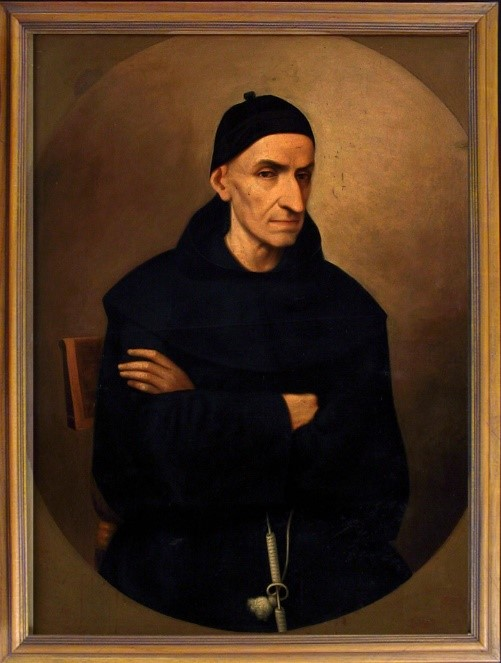
Vicente Solano
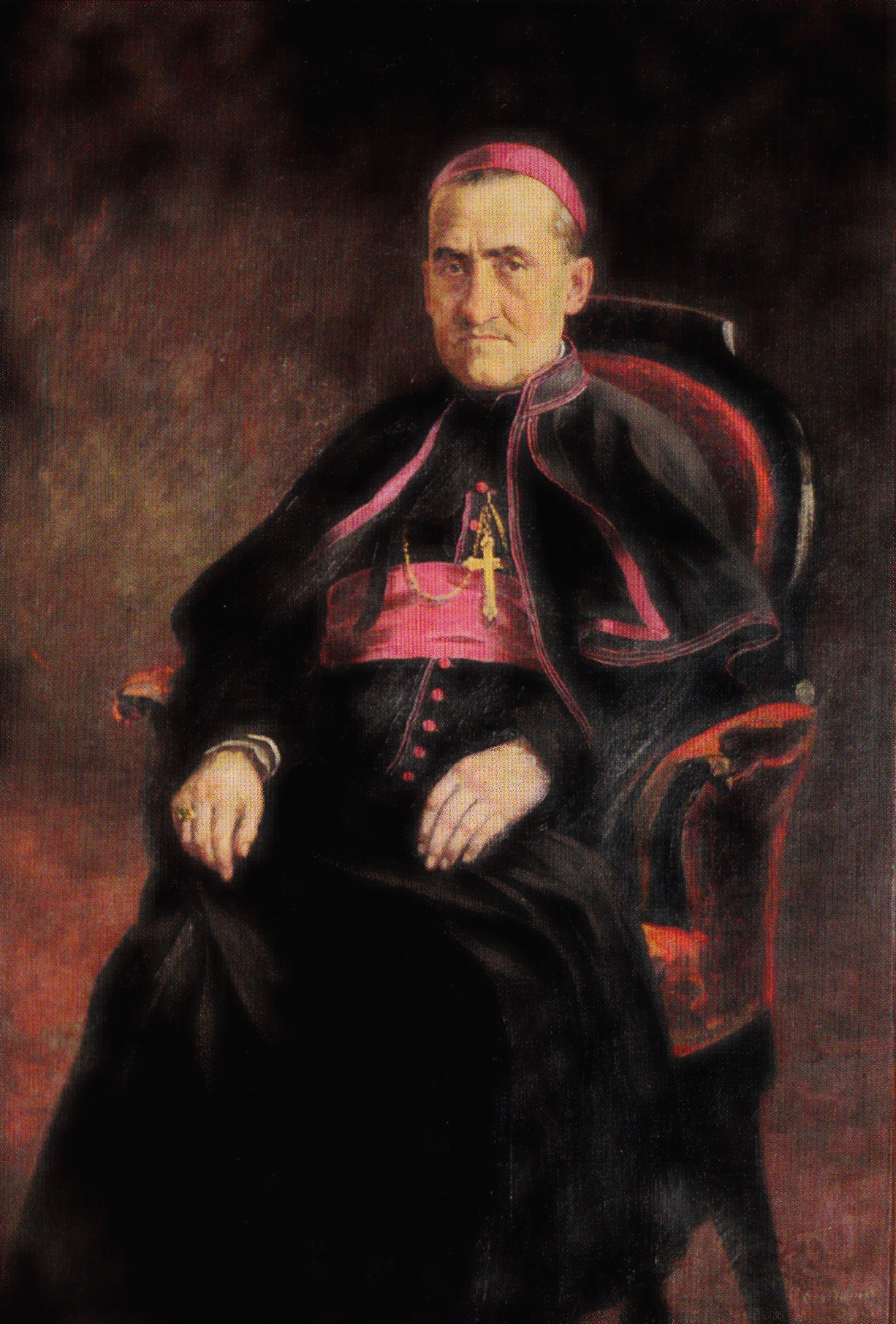
González Suárez
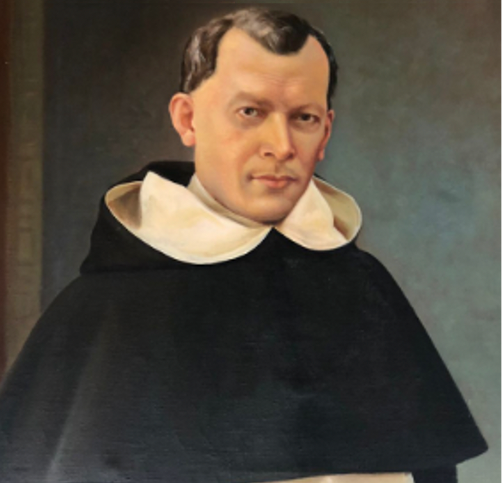
Enrique Vacas
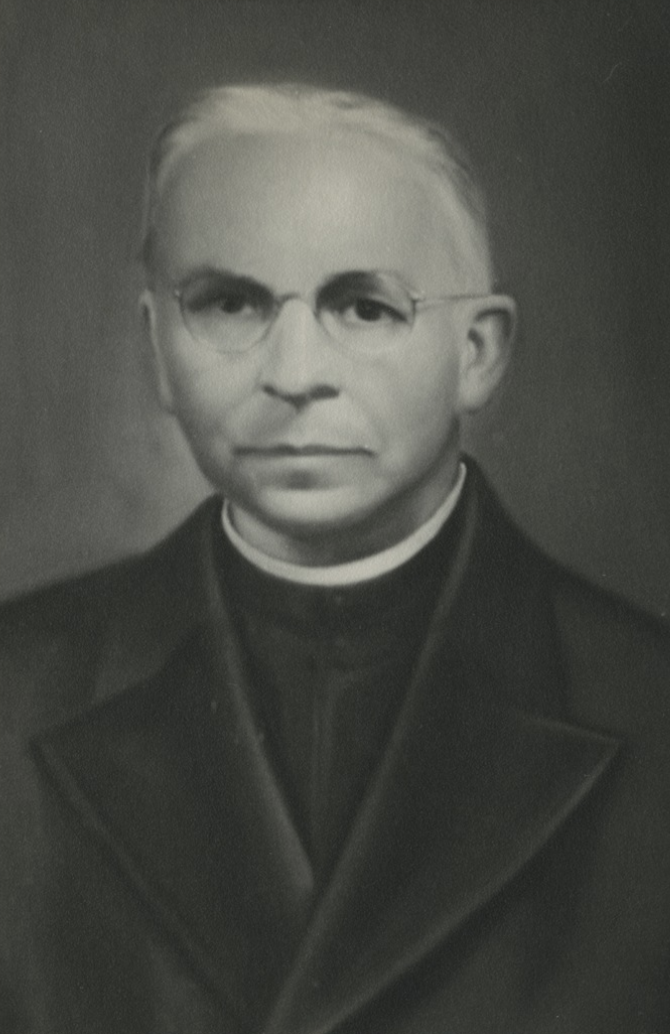
Aurelio Espinosa Pólit
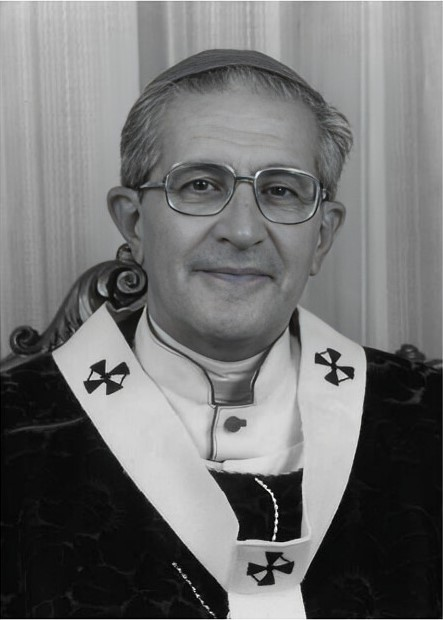
Juan Larrea Holguín

- Pedro Bedón
- Miguel de Santiago
- Isabel de Santiago
- Bernardo de Legarda
- Manuel de Samaniego
- Caspicara
- Víctor Mideros

Literatura
- Antonio de Bastidas
- José de Orozco
- Pedro Berroeta
- Juan León Mera
- Remigio Crespo Toral
- Aurelio Espinosa Pólit
- Hernán Rodríguez Castelo
- José Rumazo González

Filosofía
- Gaspar de Villarroel
- Alonso de Peñafiel
- Leonardo de Peñafiel
- Juan Bautista Aguirre
- Vicente Solano
- Hernán Malo González

Geografía
- Samuel Fritz
- Juan Magnin
- Franz Theodor Wolf
- Enrique Vacas Galindo

Medicina
- Ignacio de Quezada
- Bartolome Garcia

Música
- Diego Lobato
- Manuel Blasco
- Luis Humberto Salgado

Antropología
- Alfredo Costales Samaniego
- Piedad Peñaherrera de Costales

Biología
- Luis Sodiro
- Luis Mille

Derecho
- Juan Larrea Holguín

Arqueología
- Jacinto Jijón y Caamaño

Astronomia
- Juan Bautista Menten

Lingüística
- Miguel Febres Cordero

- Pedro Bedón
- Gaspar de Villarroel
- Antonio de Bastidas
- Juan de Velasco
- Juan Bautista Aguirre
- Vicente Solano
- González Suárez
- Enrique Vacas
- Aurelio Espinosa Pólit
- Juan Larrea Holguín

## Administración
El mayor templo católico en importancia jerárquica en este país es la Catedral Metropolitana de Quito (sede de la primada Arquidiócesis de Quito); mientras que la iglesia más alta es la Basílica del Voto Nacional, que a su vez es la más alta de Hispanoamérica. El primer templo cristiano del país es la Iglesia de Balbanera, en el Cantón Colta, construido en 1534. 
La Iglesia también realiza una labor importante en materia educativa en el país: En 2015 administraba 1.413 centros educativos católicos a nivel nacional en todos sus niveles dentro del sistema educativo ecuatoriano, siendo la Pontificia Universidad Católica del Ecuador (PUCE) su mayor establecimiento educacional de educación superior. 
Jerárquicamente, la Iglesia se encuentra dividida y subdivida de la siguiente manera: 
- Cuatro provincias eclesiásticas, en la que cada una de ellas es dirigida por un arzobispo metropolitano, en un total de 11 diócesis sufragáneas.
- Un ordinariato militar para todas las Fuerzas Armadas del Ecuador.
- Ocho vicariatos apostólicos misioneros pre-diocesanos, encabezados por obispos titulares.

Existe una nunciatura apostólica como representación diplomática papal (nivel de embajada de la Santa Sede), ubicada en la capital nacional, Quito. 

No existen jurisdicciones de las iglesias católicas orientales en el país, como tampoco sedes titulares. Todas las jurisdicciones desaparecidas fueron sucedidas por las jurisdicciones actuales.

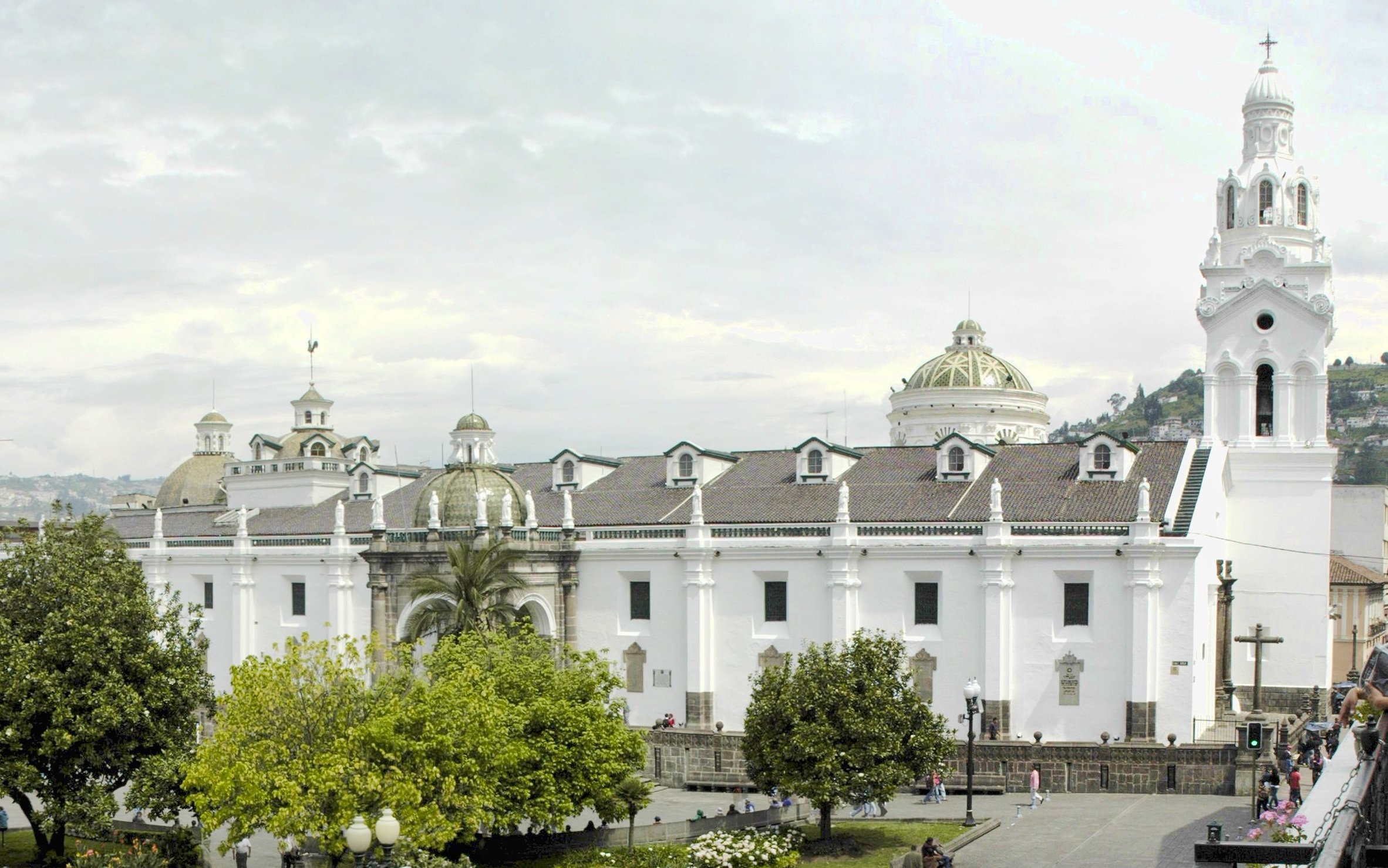
Catedral de Quito
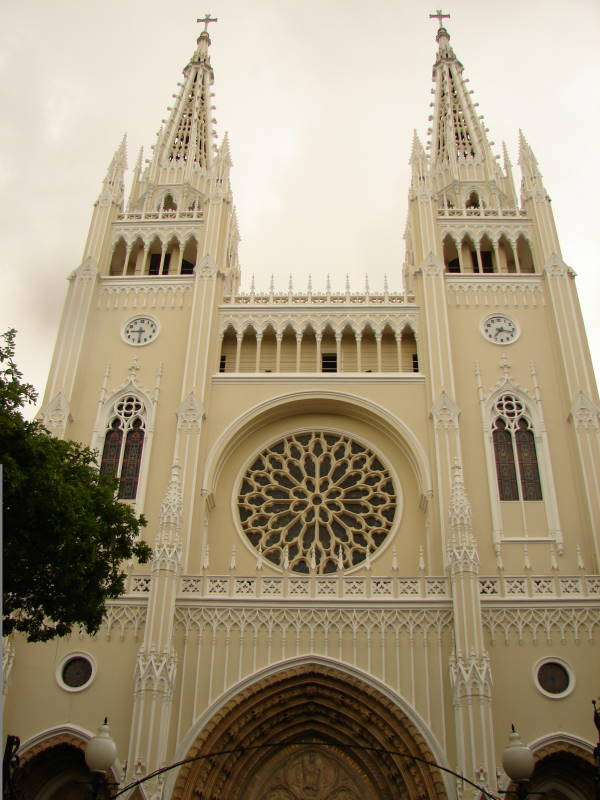
Catedral de Guayaquil
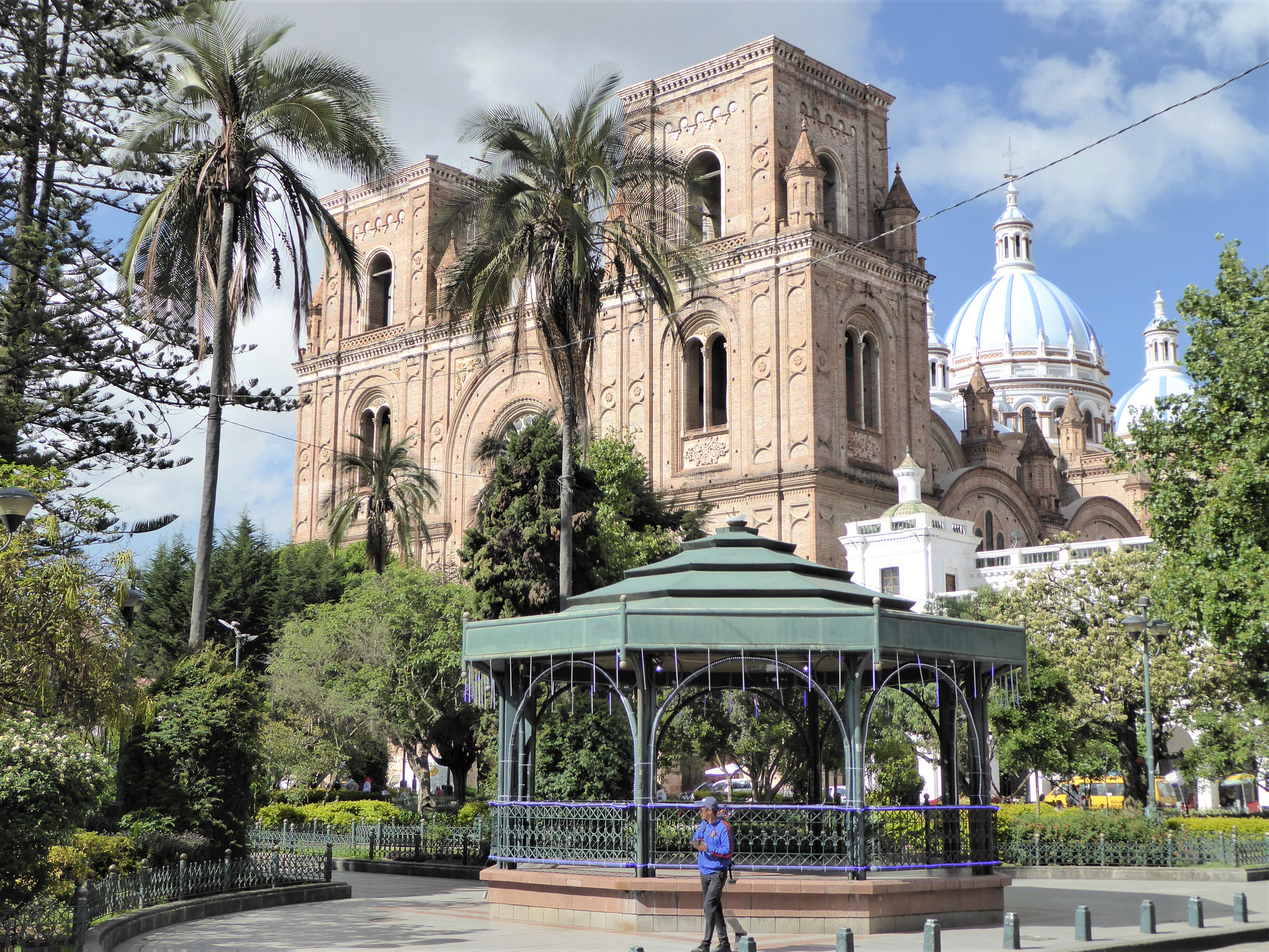
Catedral de Cuenca

## Jurisdicciones eclesiásticas

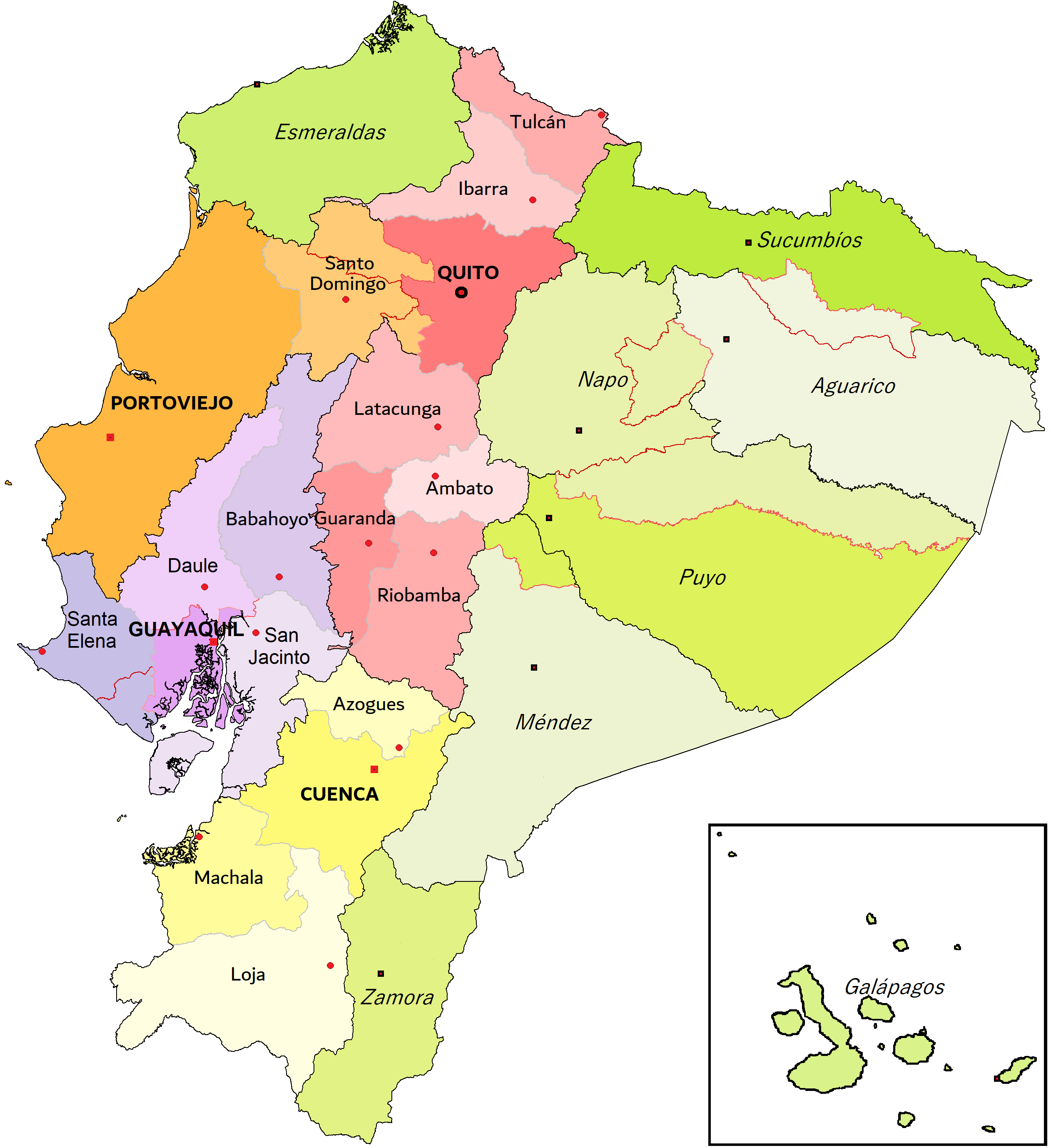
Mapa de las jurisdicciones eclesiásticas católicas del Ecuador.

Los límites de las 24 provincias del Ecuador administrativas coinciden en su mayoría con los límites de la mayoría de las jurisdicciones eclesiásticas territoriales.

### Jurisdicciones exentas
Estos dependen directamente de la Santa Sede.

#### Ordinariato militar
- Ordinariato militar de Ecuador.

#### Vicariatos apostólicos
- Vicariato apostólico de Aguarico
- Vicariato apostólico de Esmeraldas
- Vicariato apostólico de Galápagos
- Vicariato apostólico de Méndez
- Vicariato apostólico de Napo
- Vicariato apostólico de Puyo
- Vicariato apostólico de San Miguel de Sucumbíos
- Vicariato apostólico de Zamora en Ecuador

### Provincia eclesiástica de Quito
- Arquidiócesis metropolitana de Quito, primada de Ecuador
  - Diócesis de Ambato
  - Diócesis de Guaranda
  - Diócesis de Ibarra
  - Diócesis de Latacunga
  - Diócesis de Riobamba
  - Diócesis de Tulcán

### Provincia eclesiástica de Cuenca
- Arquidiócesis metropolitana de Cuenca
  - Diócesis de Azogues
  - Diócesis de Loja
  - Diócesis de Machala

### Provincia eclesiástica de Guayaquil
- Arquidiócesis metropolitana de Guayaquil
  - Diócesis de Babahoyo
  - Diócesis de San Jacinto de Yaguachi
  - Diócesis de Daule
  - Diócesis de Santa Elena

### Provincia eclesiástica de Portoviejo
- Arquidiócesis metropolitana de Portoviejo
  - Diócesis de Santo Domingo en Ecuador

### Selección de templos importantes
Se presenta a continuación una selección de iglesias, ya sean catedrales o basílicas que son importantes en cada diócesis de Ecuador.

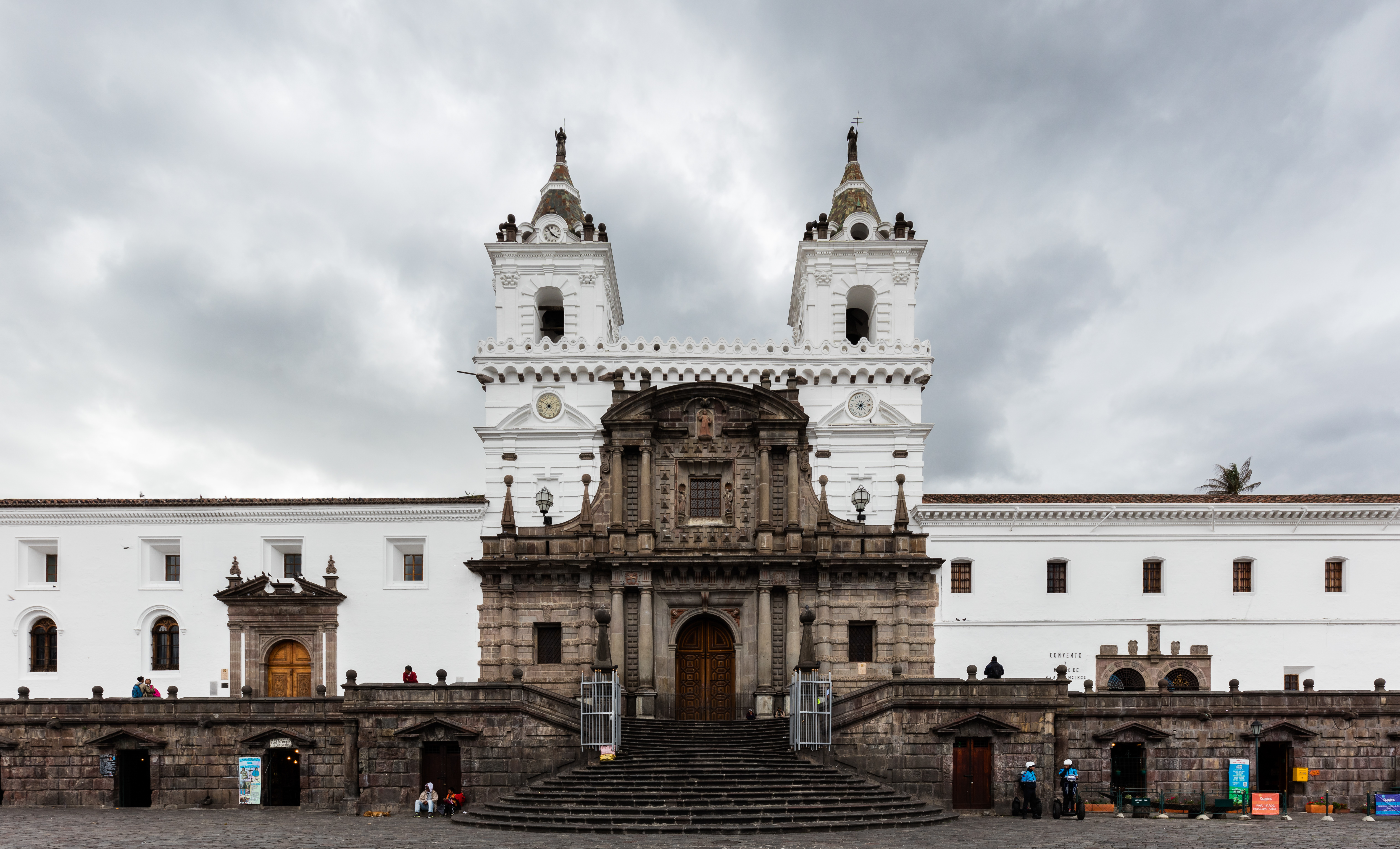
Iglesia de San Francisco en Quito
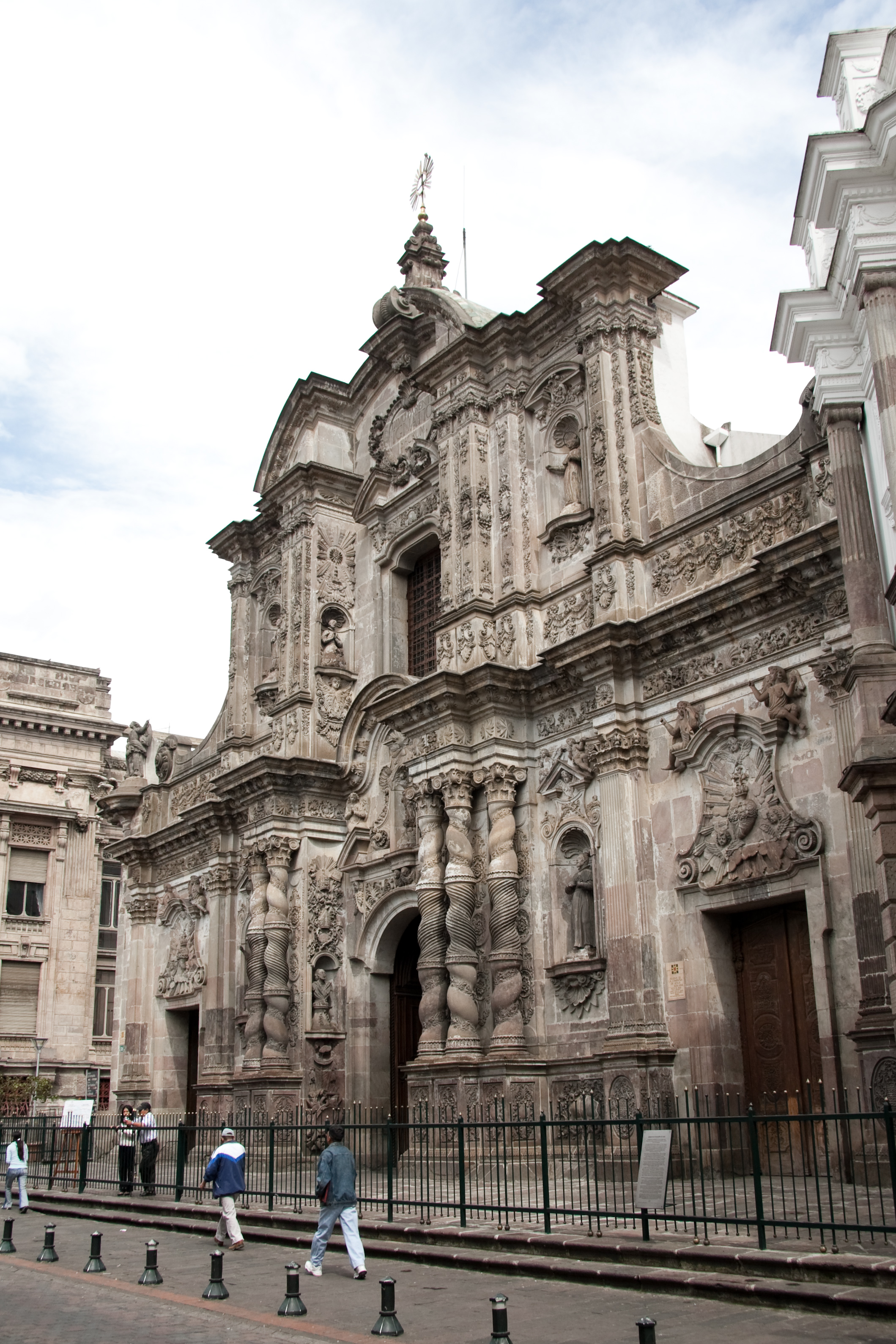
Iglesia de la Compañía
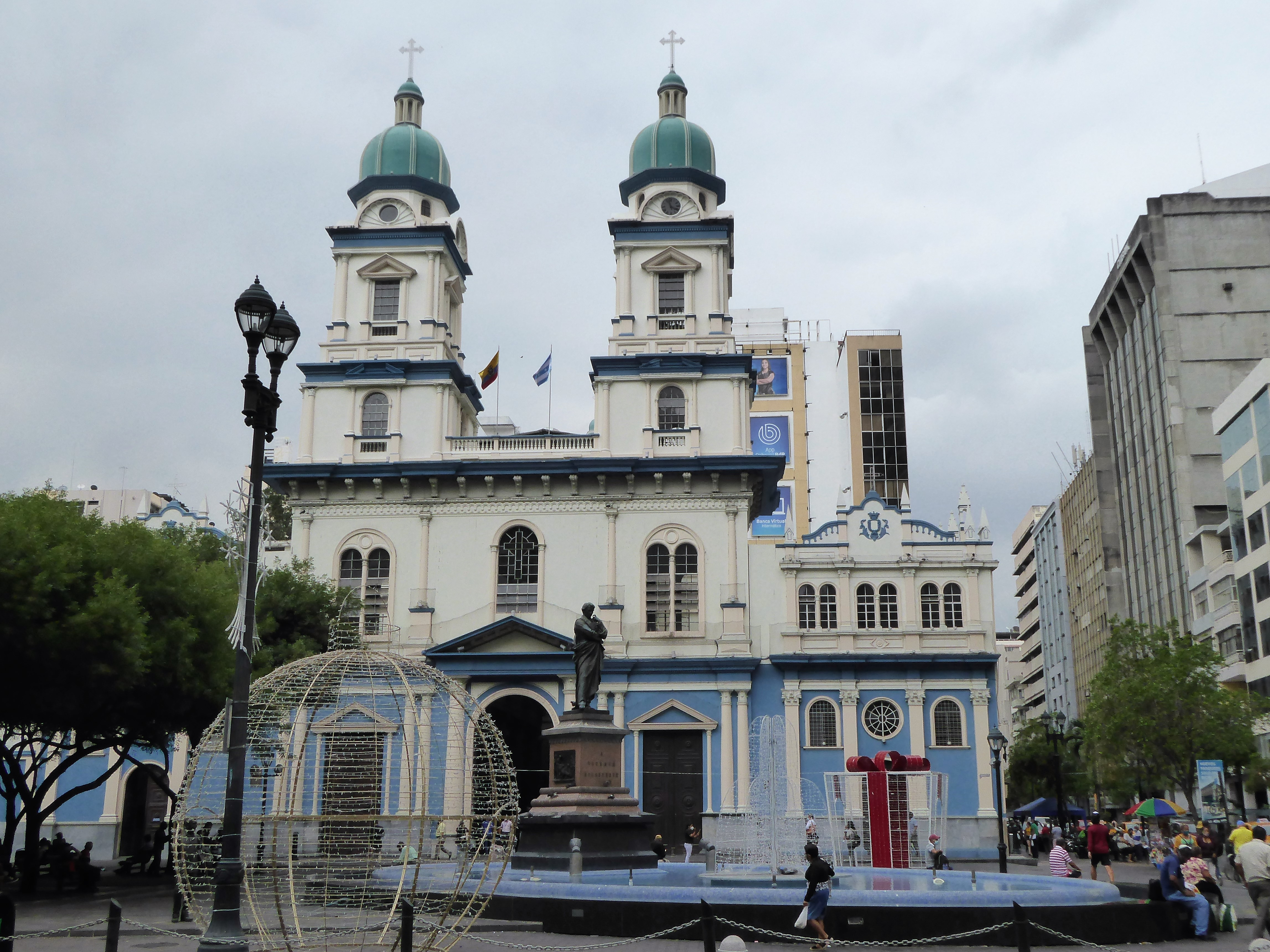
Iglesia de San Francisco de Guayaquil
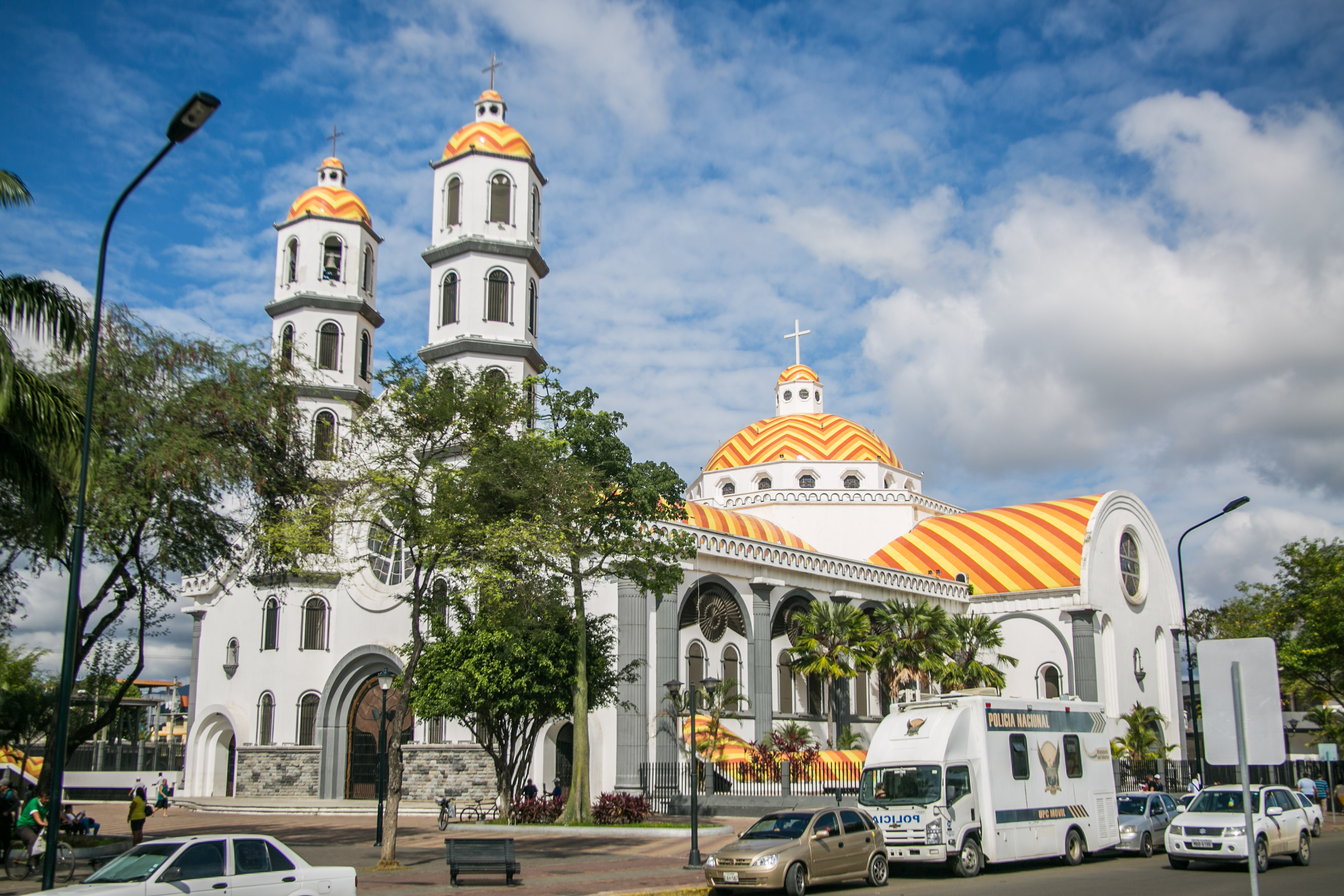
Catedral de Portoviejo
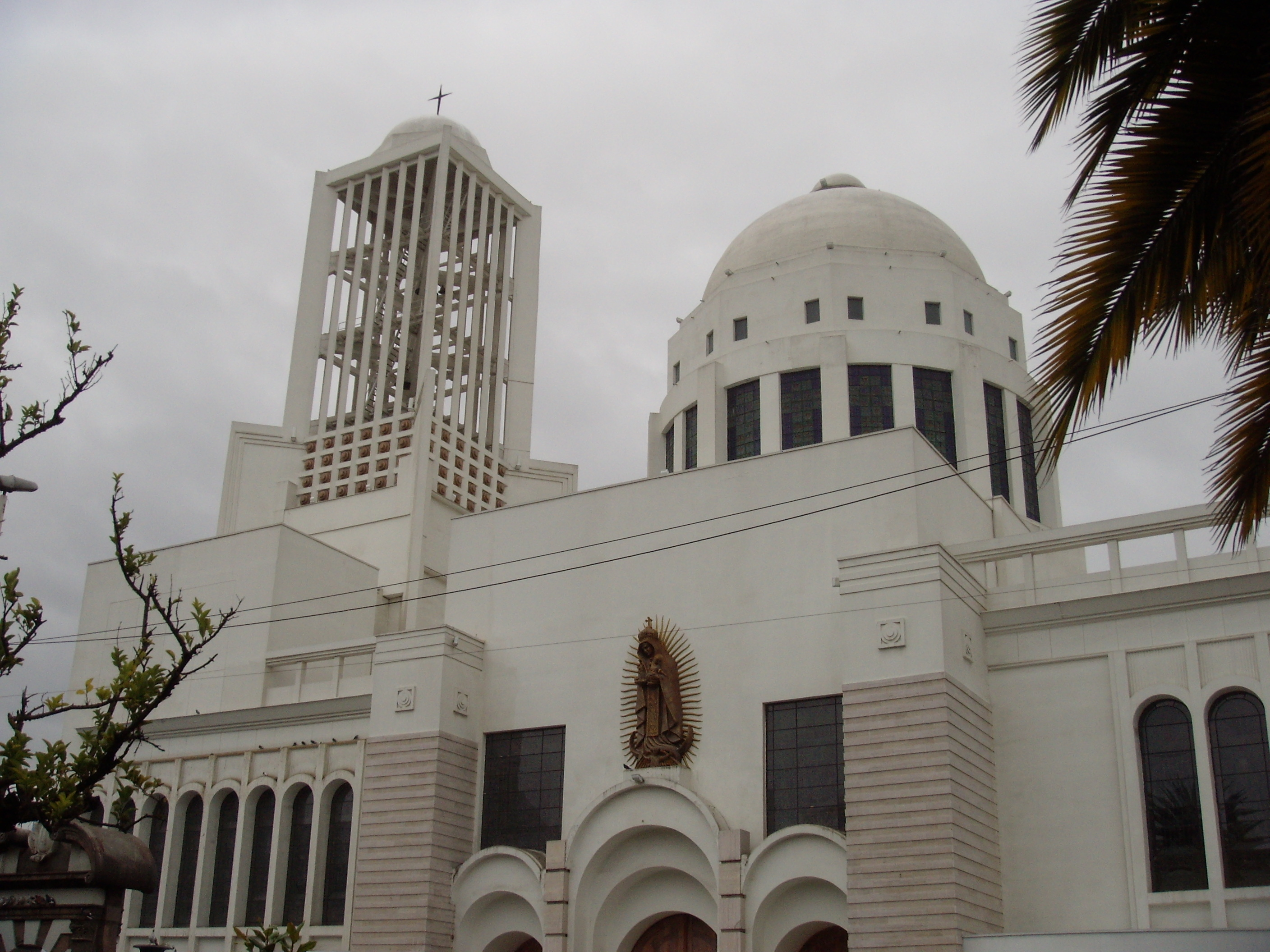
Catedral de Ambato
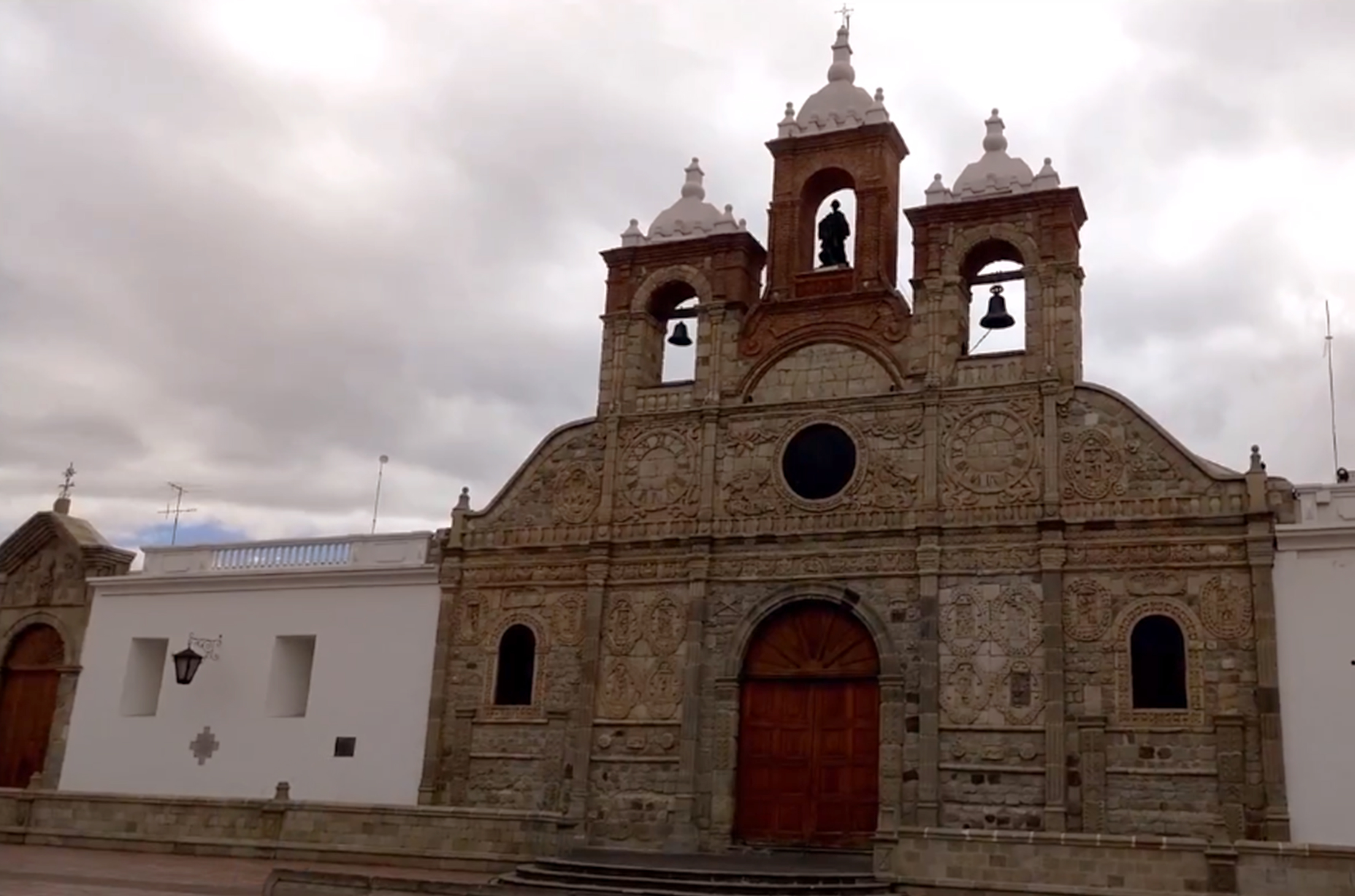
Catedral de San Pedro de Riobamba
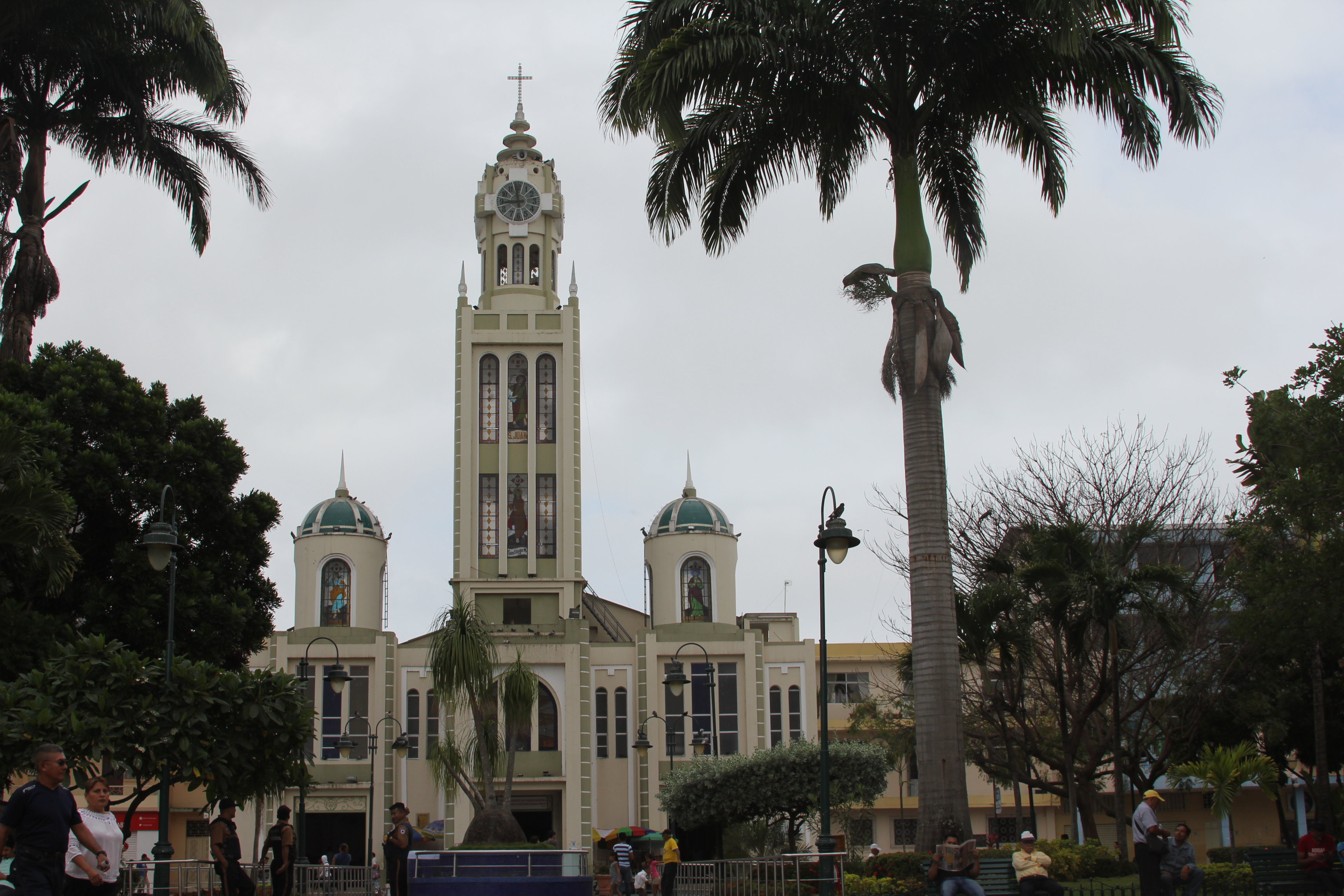
Catedral de Machala
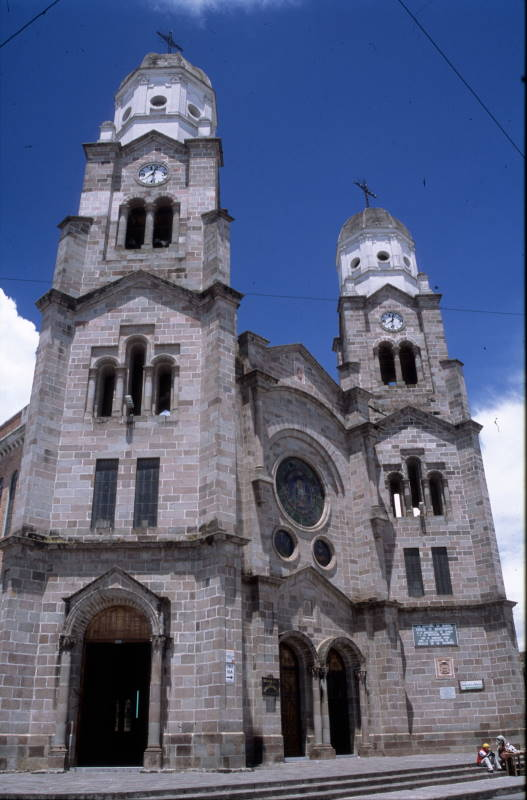
Basílica de Ibarra
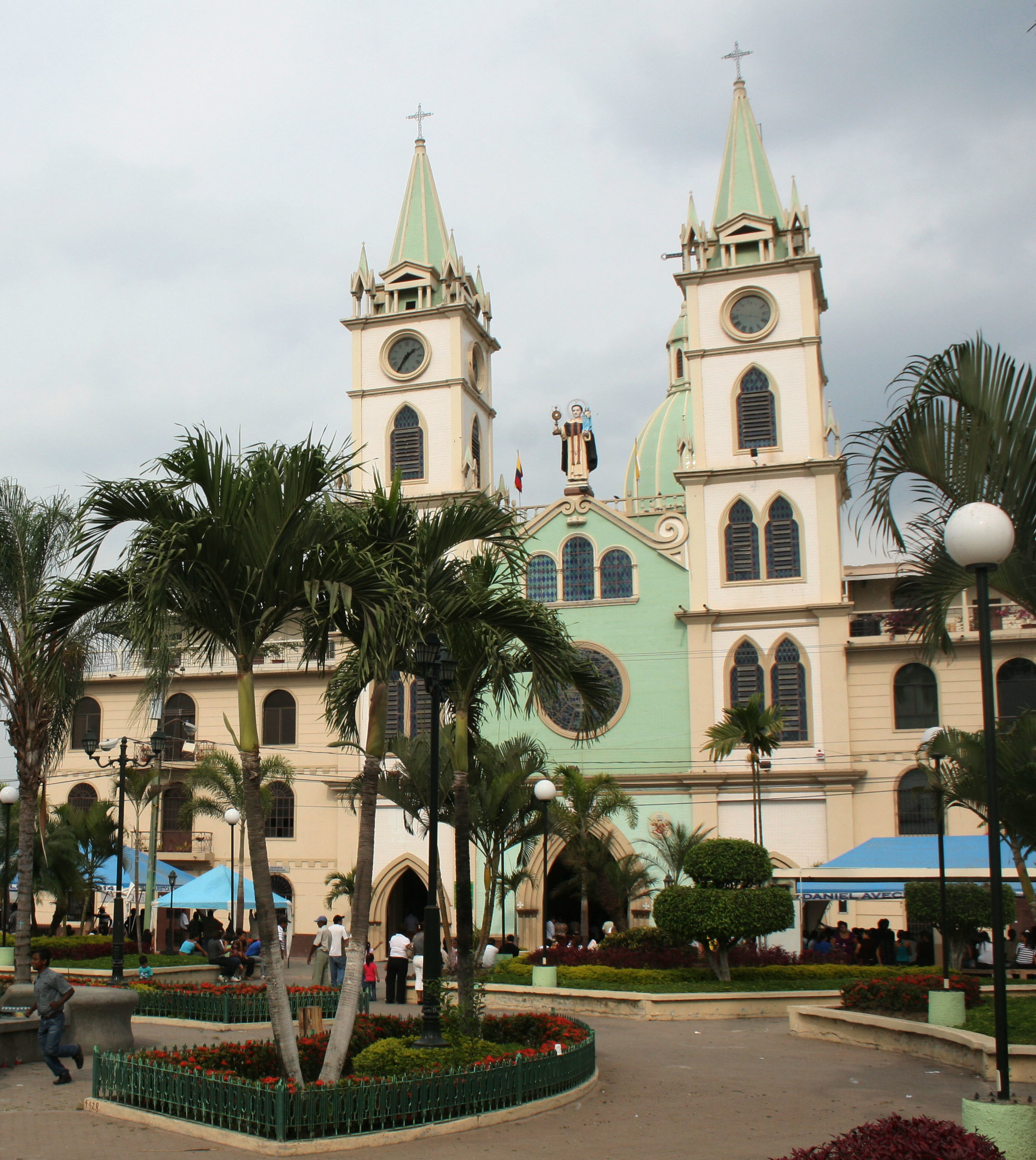
Catedral de San Jacinto de Yaguachi
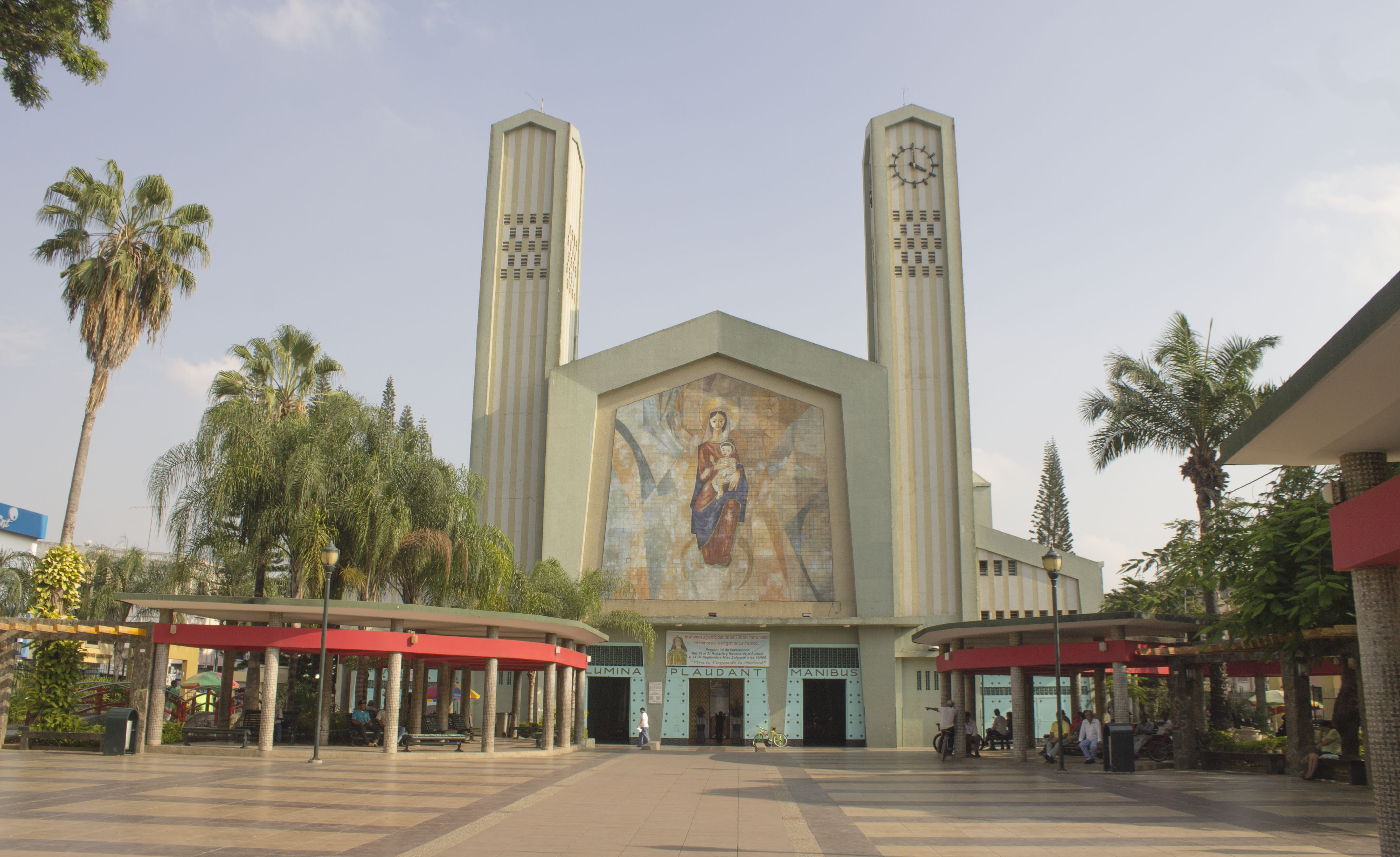
Catedral de Nuestra Señora de la Merced de Babahoyo

## Visitas papales
Ecuador ha recibido en su historia dos visitas papales en los siglos XX y XXI, las cuales también tuvieron el carácter de  visitas de Estado: La primera fue la visita de Juan Pablo II entre el 29 de enero y el 1 de febrero de 1985; mientras que la segunda fue la visita del papa Francisco entre el  5 y el 8 de julio de 2015.